# Císařská hrobka ve Vídni
Císařská hrobka (zvaná též kapucínská, něm. Kaisergruft nebo Kapuzinergruft) ve Vídni je pohřebiště rakouského panovnického rodu habsburského, později habsbursko-lotrinského. Nachází se v centru Vídně, na náměstí Neuer Markt, pod kostelem Panny Marie zdejšího kapucínského kláštera. 
V hrobce spočívají ostatky 149 osob, z toho 148 příslušníků habsburské a habsbursko-lotrinské dynastie (mezi nimi 12 císařů a 19 císařoven) a Karolina von Fuchs-Mollard, chůva a přítelkyně Marie Terezie. Místo svého posledního odpočinku zde však alespoň dočasně nalezlo 150 osob, ostatky Napoleona II. byly převezeny do Paříže. Do hrobky se pohřbívá od roku 1633. Poslední pohřbenou příslušnicí rodu byla v říjnu 2023 Yolande, roz. de Ligne (1923–2023), manželka Karla Ludvíka (Carla Ludwiga) (1918–2007), syna posledního rakouského císaře a českého krále Karla I.

## Historie

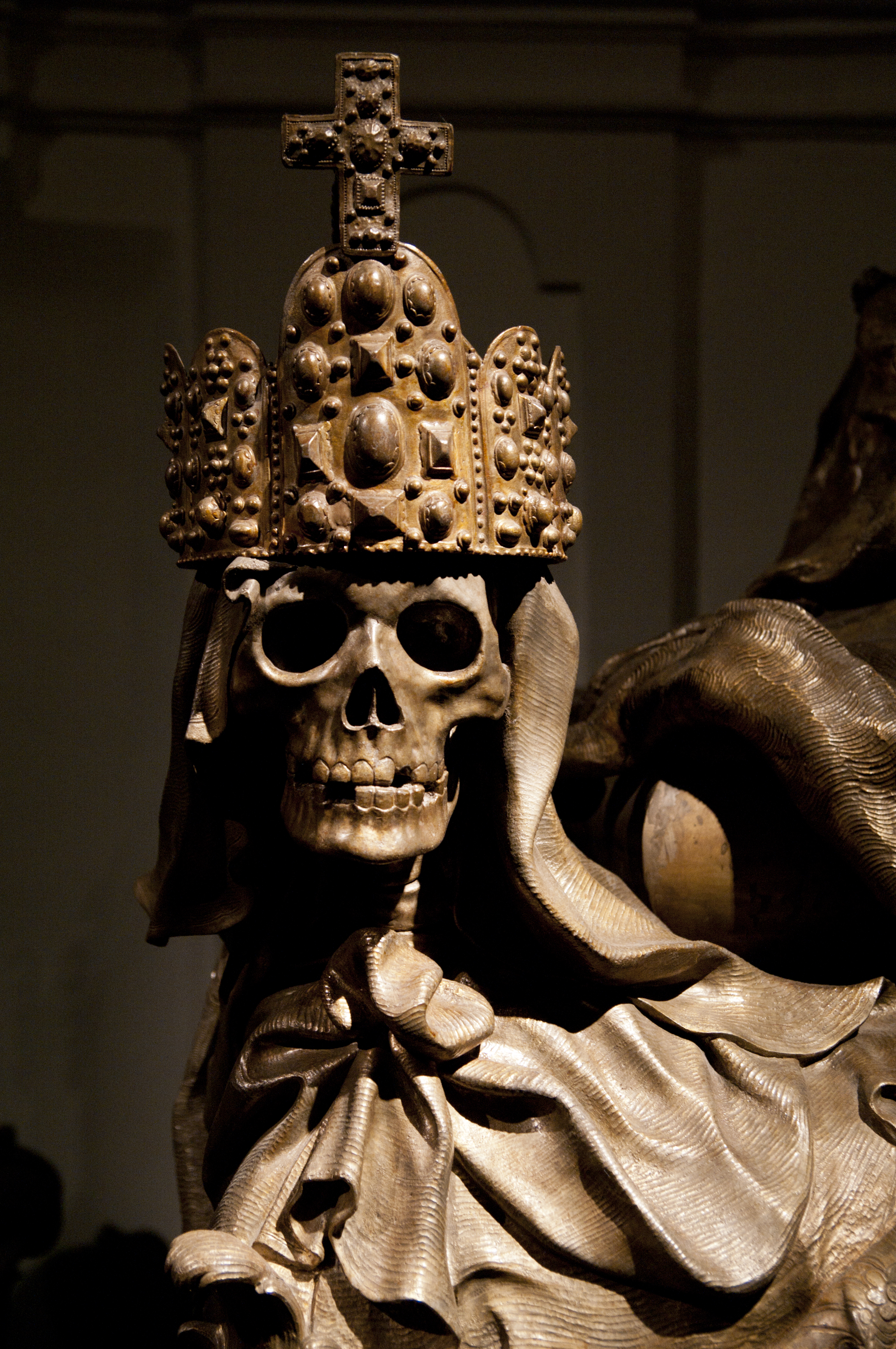
Detail barokní hrobky císaře Karla VI. – lebka s císařskou korunou

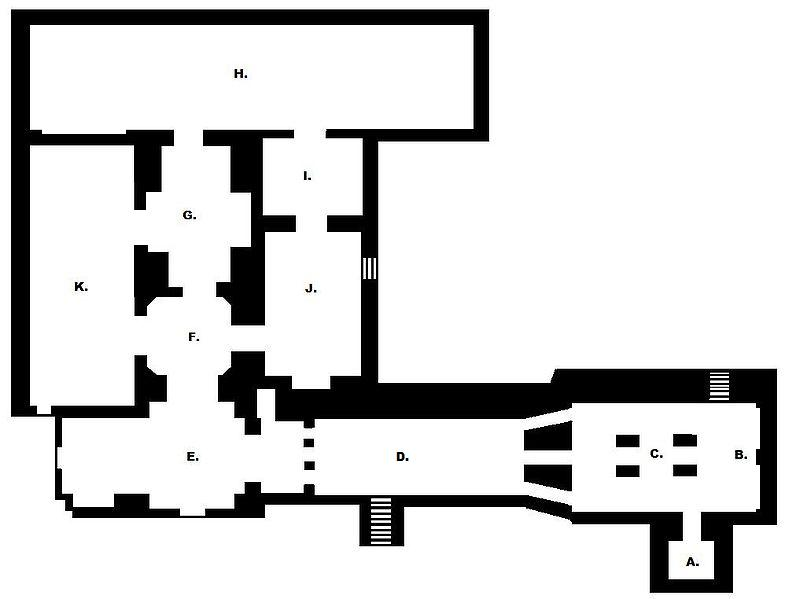
A. Zakladatelská hrobka
B. Dětské kolumbarium
C. Leopoldova hrobka
D. Karlova hrobka
E. Hrobka Marie Terezie
F. Františkova hrobka
G. Ferdinandova hrobka
H. Nová hrobka
I. Hrobka Františka Josefa
J. Hrobní kaple
K. Toskánská hrobka

Anna Tyrolská, manželka císaře Matyáše, přišla s myšlenkou vybudovat pro sebe a svého manžela kapucínský klášter a pohřební kryptu v sousedství vídeňského hradu Hofburg. Finanční prostředky na něj poskytla v závěti, kterou sepsala 10. listopadu 1617, a následujícího roku zemřela, čímž se finanční prostředky uvolnily a mohlo se začít s plánováním a stavbou. Její manžel zemřel v roce 1619.
Základní kámen byl položen 8. září 1622 za přítomnosti císaře Ferdinanda II. a po pomalém postupu způsobeném rozptýlením v důsledku třicetileté války byl kostel vysvěcen 25. července 1632. O Velikonocích následujícího roku byly prosté sarkofágy s ostatky císaře Matyáše a císařovny Anny s velkou slavností přeneseny do místa, které se dnes nazývá hrobka zakladatelů. Hrobka byla poté mnohokrát rozšiřována (v letech 1657, 1701, 1710–1720, 1748, 1753, 1824, 1840, 1840–1842, 1908 a 1960–1962).
Císař Leopold I. v roce 1657 rozšířil kryptu v prostoru pod lodí kostela a jeho syn císař Josef I. ji protáhl dále na západ a v roce 1710 vybudoval další pohřební komoru a kapli na východě. V roce 1720 navázal na úpravy jeho bratr císař Karel VI. a prodloužil hrobku směrem na západ, která se dostala pod kněžiště a apsidovým chór. Poprvé se na rozšíření krypty podílel známý architekt (Johann Lucas von Hildebrandt).
V roce 1754 jeho dcera císařovna Marie Terezie zašla ještě dále na západ, zcela mimo kostel nad ním, do klášterní zahrady. Nad hrobkou ční kopulovitá přístavba, která propouští přirozené světlo. Impozantní kopule a krypta jsou dílem architekta Jeana Jadota de Ville-Issey. Za vlády jejího vnuka císaře Františka II. se architekt Johann Aman obrátil v roce 1824 se svou přístavbou na sever.
Klášter, který kostel obklopoval, po 200 letech neustálého užívání chátral, a tak byl za vlády císaře Ferdinanda I. v roce 1840 klášter (nikoliv však kostel) zbořen a přestavěn. V rámci tohoto projektu vybudoval architekt Johann Höhne Ferdinandovu hrobku a toskánskou hrobku jako součást suterénu nové stavby.
V rámci jubilea oslavujícího 60 let svého působení na trůně v roce 1908 nechal císař František Josef I. postavit architektem Kajo Perišićem další pohřební komoru a kapli východně od hrobek Františka II. a Ferdinanda I. Současně byly po obou stranách kostela vytvořeny nové přístavby pro návštěvníky. V roce 1909 byla zavedena elektřina.
V období druhé republiky v roce 1960 bylo ze zhoršujícího se stavu hrobek zřejmé, že prostředí s proměnlivým teplem a vlhkostí je třeba regulovat, mají-li být historické sarkofágy zachovány pro další generace. Novou hrobku, severně od toskánské, Ferdinandovy a hrobky Františka Josefa, postavil architekt Karl Schwanzer, kovové dveře vytvořil sochař Rudolf Hoflehner. Rozšířil se tím prostor krypty asi o 20 % a mohlo následovat rozsáhlé přeskupení hrobek v kryptách.
Původní malá hrobka obsahovala kromě hrobů obou zakladatelů i hroby tuctu dětí a nazývala se Andělská hrobka. Ty byly přemístěny do otevřených výklenků nově vytvořených v čelní stěně Leopoldovy hrobky. Do Nové hrobky byly přemístěny vybrané rakve z různých jiných hrobek a seskupeny do témat, jako jsou biskupové, přímí předkové posledního vládnoucího císaře a nejbližší rodina arcivévody Karla, vítěze u Aspern.
Třicet sedm dalších hrobů, některých nezletilých a méně významných členů panovnické rodiny, bylo zazděno do čtyř pilířů vytvořených ve Ferdinandově klenbě. V rámci této velké reorganizace tak byla přibližně polovina všech rakví přemístěna z původních hrobek na přehlednější místa.
V roce 2003 byl v rámci dalšího projektu zpřístupněn prostor krypty pro handicapované návštěvníky a byly otevřeny dříve nepoužívané dveře, takže při průchodu hrobkou se návštěvníci nemusí vracet stejnou cestou, což bylo dříve nutné. Celá krypta byla také klimatizována, aby se zabránilo znehodnocení hrobek.

## Pohřební ceremoniál
Habsbursko-lotrinský rod používal po staletí před uložením zesnulého člena rodiny do útrob hrobky zvláštní ceremoniál. Zesnulý se do císařské hrobky dostal až po absolvování ceremonie před vchodem do hrobky. Do společnosti dvanácti císařů, devatenácti císařoven a několika dalších desítek členů rodu byl vpuštěn až po pronesení trojí žádosti. Po prvním a druhém zaklepání a po odříkání plné i zkrácené verze všech světských titulů byl žadatel odmítnut. Vpuštěn byl až po třetím zaklepání a odpovědi, že o vstup žádá hřešící smrtelník.
Když došel pohřební průvod se zesnulým k bráně Kapucínské hrobky, muž v čele průvodu na ni zaklepal poprvé. Za bránou se ozvalo: „Kdo žádá o vstup?“ Muž představil zesnulého se všemi jeho tituly: „Císař římský, král český a vévoda rakouský...“ Mnich odpověděl: „Toho neznám.“ Muž zaklepal podruhé a na otázku: „Kdo žádá o vstup?“ odpověděl zkráceným titulem zesnulého. Mnich znovu odpověděl: „Toho neznám.“ Muž zaklepal potřetí a na otázku: „Kdo žádá o vstup?“ odpověděl: „Kajícný hříšník.“ Na to mnich odvětil: „Toho znám.“ Poté vpustil průvod dovnitř.
Habsburská pohřební ceremonie
Mezi lety 1654 až 1878 bylo tělo, vnitřnosti a srdce zesnulých Habsburků pohřbíváno odděleně, a sice tělo v Kapucínské hrobce, srdce v Hrobce srdcí v augustiniánském kostele, vnitřnosti ve Vévodské hrobce v katedrále svatého Štěpána.

## Statistiky

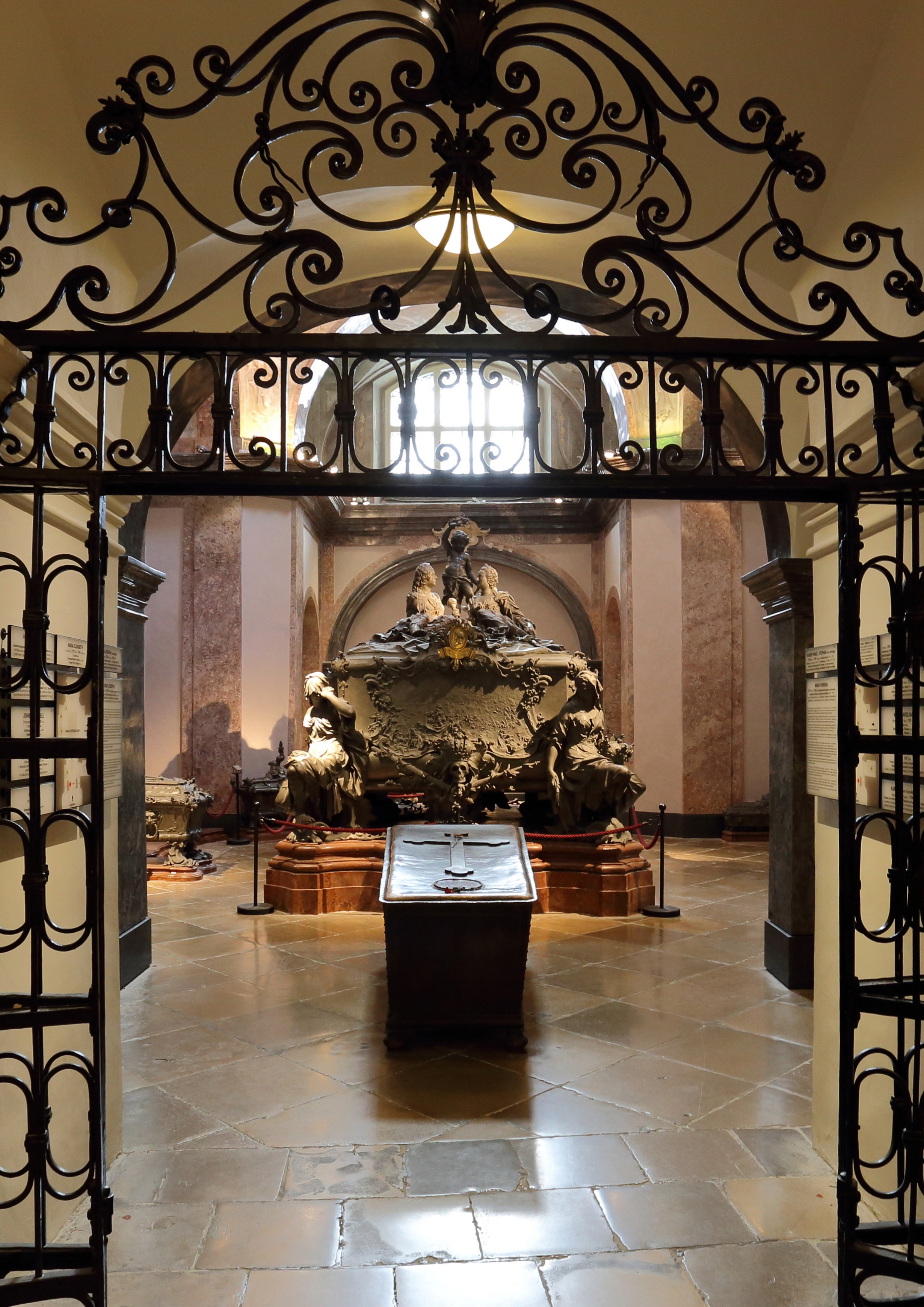
Hrobka císařovny Marie Terezie a jejího manžela Františka I. Štěpána. Hrobku vytvořil sochař Balthasar Ferdinand Moll na přání císařovny ještě za jejího života. V téže místnosti jsou další 4 rakve s ostatky s dcerami, snachami a vnučkami Marie Terezie.

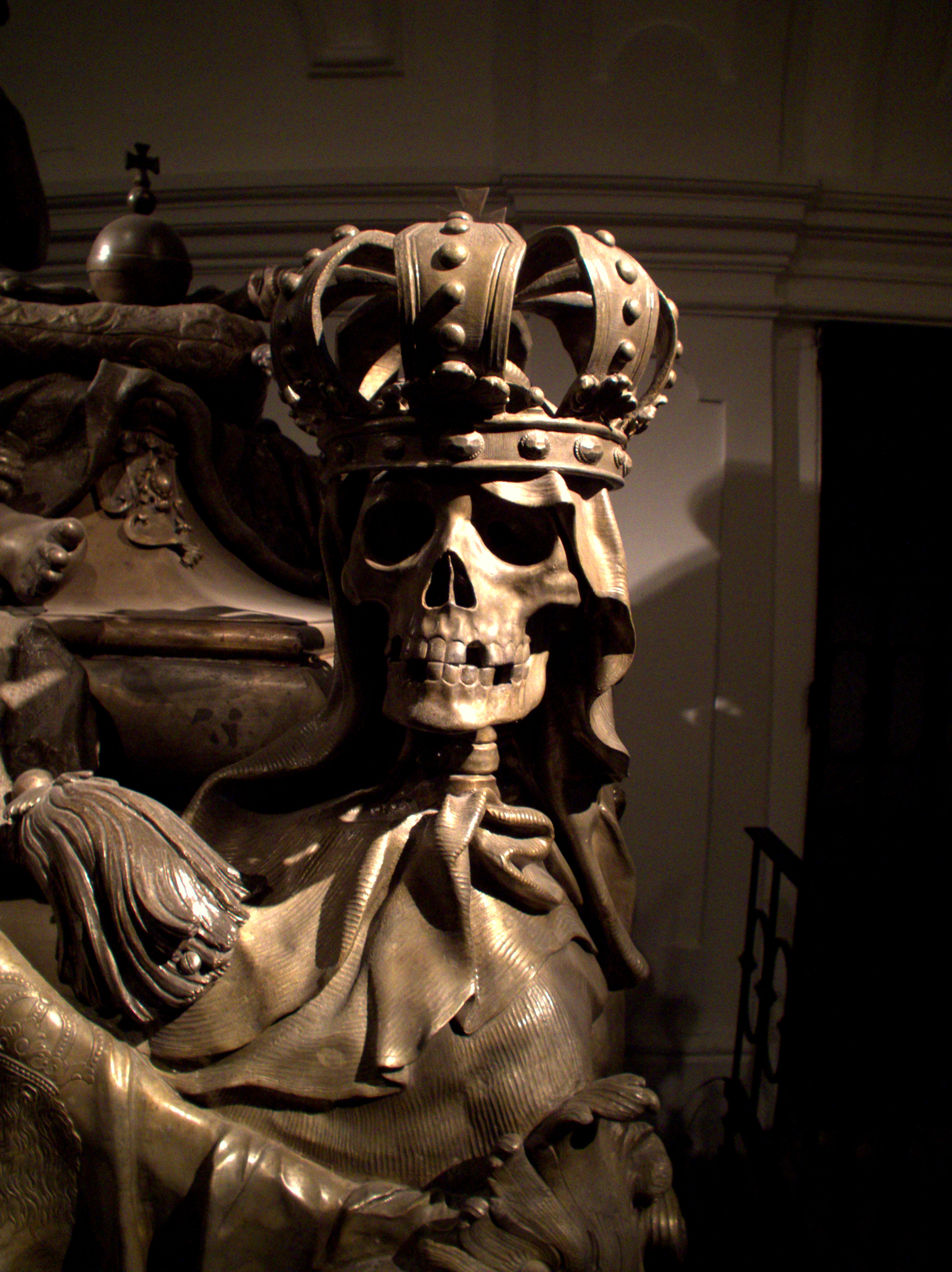
Detail hrobky barokního císaře Karla VI.

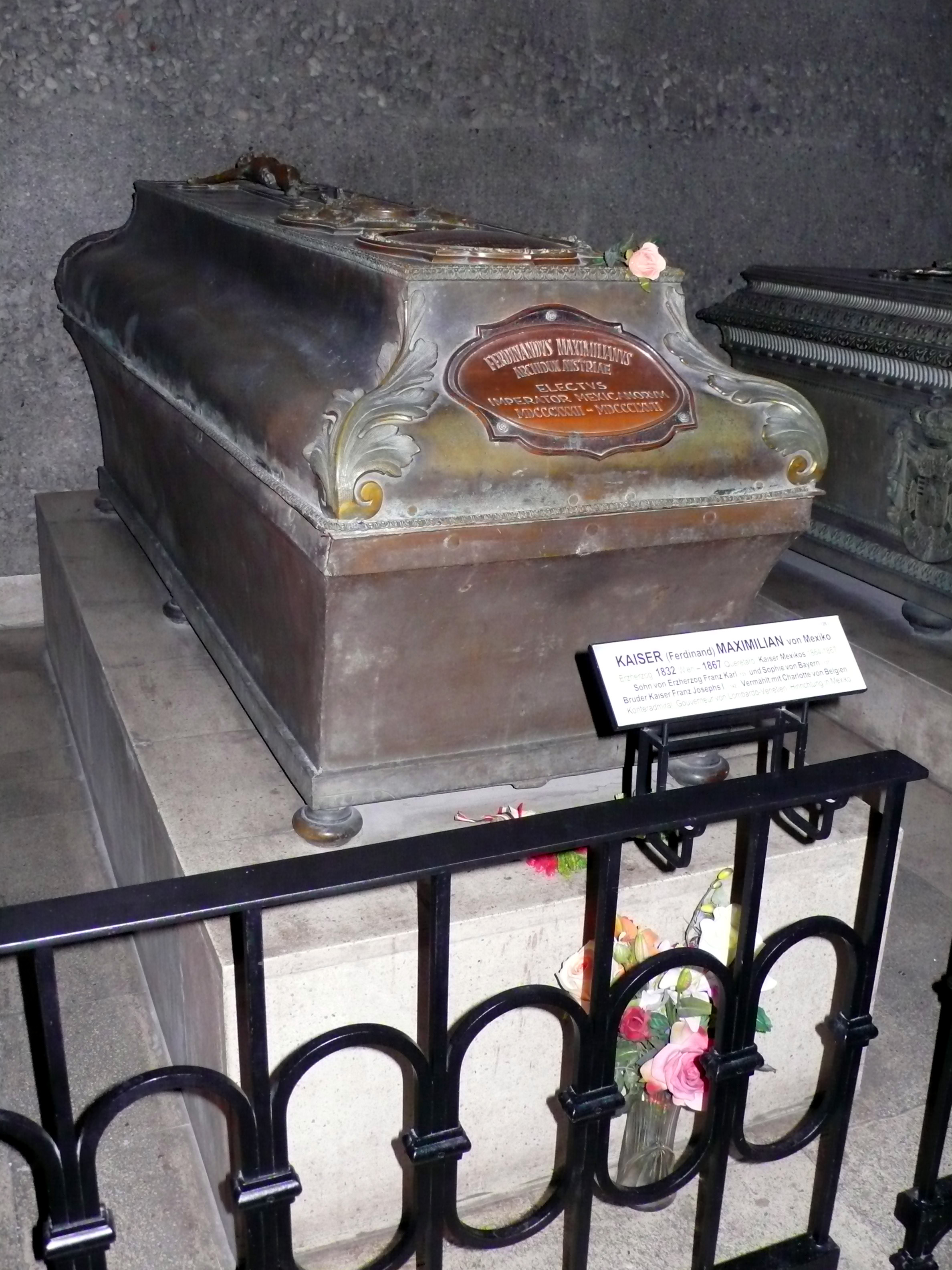
Sarkofág mexického císaře Maxmiliána I.

- První pohřeb do hrobky – roku 1633 – zakladatelé Anna a Matyáš Habsburský (č. 1 a 2) – tzv. hrobka zakladatelů (Gründergruft)
- Poslední pohřeb – 7. října 2023 Yolande de Ligne (č. 149) a před ní 16. července 2011 Otto von Habsburg a Regina (č. 150 a 151)
- Byly zde pohřbeny ostatky 149 osob, z toho 148 (145 po otci + 3 po matce) příslušníků habsburské a habsbursko-lotrinské dynastie (včetně manželek), z nich dále
  - kosti 144 členů rodiny (č. 1–8, 10–23, 25–33, 35–40, 42–83, č. 84 – 2 osoby, 85–90, 92–123, 125–144, 146, 148–151)
  - urny se srdcem nebo popelem 4 dalších
    - 1. Marie Anna (č. 9) – urna se srdcem
    - 2. Klaudie Felicitas (č. 24) – urna se srdcem
    - 3. Amálie Vilemína (č. 34) – urna se srdcem
    - 4. Leopold Maria Alfons (č. 91) – urna s popelem
    - (Henrietta Nasavská – tělo i urna se srdcem a vnitřnostmi (č. 123 a 124))

  - 12 císařů (8 římských, 1 zároveň římský a rakouský, 2 rakouští, 1 mexický)
    - 1. 1612–1619 Matyáš (č. 2)
    - 2. 1637–1657 Ferdinand III. (č. 27)
    - 3. 1657–1705 Leopold I. (č. 37)
    - 4. 1705–1711 Josef I. (č. 35)
    - 5. 1711–1740 Karel VI. (č. 40)
    - 6. 1740–1765 František I. Štěpán (č. 56), manžel Marie Terezie (č. 55)
    - 7. 1765–1790 Josef II. (č. 42)
    - 8. 1790–1792 Leopold II. (č. 113)
    - 9. 1792–1835 František II./I. (č. 57), římský (1792–1806) a rakouský císař (1804–1835)
    - 10. 1835–1848 Ferdinand I. (č. 62)
    - 11. 1848–1916 František Josef I. (č. 142)
    - 12. 1864–1867 Maxmilián I. (č. 126), mexický císař

  - 19 císařoven (12 římských, 1 zároveň římská a rakouská, 5 rakouských, 1 francouzská)
    - 1. 1612–1618 Anna (č. 1), manželka Matyáše (č. 2)
    - 2. 1637–1646 Maria Anna (č. 22), 1. manželka Ferdinanda III. (č. 27)
    - 3. 1648–1649 Marie Leopoldina (č. 21), 2. manželka Ferdinanda III. (č. 27)
    - 4. 1651–1657 Eleonora Magdalena (č. 19), 3. manželka Ferdinanda III. (č. 27)
    - 5. 1666–1673 Markéta Terezie (č. 20), 1. manželka Leopolda I. (č. 37)
    - 6. 1673–1676 Klaudie Felicitas (č. 24) – urna se srdcem, 2. manželka Leopolda I. (č. 37)
    - 7. 1676–1705 Eleonora Magdalena (č. 32), 3. manželka Leopolda I. (č. 37)
    - 8. 1705–1711 Amálie Vilemína (č. 34) – urna se srdcem, manželka Josefa I. (č. 35)
    - 9. 1711–1740 Alžběta Kristýna (č. 36), manželka Karla VI. (č. 40)
    - 10. 1740–1765 Marie Terezie (č. 55)
    - 11. 1765–1767 Marie Josefa (č. 49), manželka Josefa II. (č. 42)
    - 12. 1790–1792 Marie Ludovika (č. 114), manželka Leopolda II. (č. 113)
    - 13. 1792–1807 Marie Terezie Karolína (č. 60), římská (1792–1806) a rakouská císařovna (1804–1807), manželka Františka II./I. (č. 57)
    - 14. 1808–1816 Marie Ludovika (č. 58), manželka Františka II./I. (č. 57)
    - 15. 1816–1835 Karolina Augusta (č. 61), manželka Františka II./I. (č. 57)
    - 16. 1835–1848 Marie Anna (č. 63), manželka Ferdinand I./V. (č. 62)
    - 17. 1854–1898 Alžběta (č. 143), manželka Františka Josefa I. (č. 142)
    - 18. 1916–1918 Zita (č. 146), manželka Karla I. (č. x887)
    - 19. 1810–1814 Marie Luisa (č. 127), francouzská císařovna, manželka Napoleona I.

  - 11 panovníků, kteří byli i českými králi (resp. českou královnou)
    - 1. 1611–1619 Matyáš (č. 2)
    - 2. 1637–1657 Ferdinand III. (č. 27)
    - 3. 1657–1705 Leopold I. (č. 37)
    - 4. 1705–1711 Josef I. (č. 35)
    - 5. 1711–1740 Karel VI. (č. 40)
    - 6. 1740–1780 Marie Terezie (č. 55)
    - 7. 1780–1790 Josef II. (č. 42)
    - 8. 1790–1792 Leopold II. (č. 113)
    - 9. 1792–1835 František II./I. (č. 57)
    - 10. 1835–1848 Ferdinand I./V. (č. 62)
    - 11. 1848–1916 František Josef I. (č. 142)

  - jedna polská královna
    - 1670–1673 Eleonora Marie Josefa (č. 18)

  - jedna neapolská královna
    - 1768–1799–1806 Marie Karolína (č. 107), v letech 1768–1814 také sicilská královna
- Z jiných rodin zde bylo pohřbeno 30 manželek a manželů Habsburků:
  - 1. Eleonora Gonzagová (1629–1686) (č. 19)
  - 2. Eleonora Magdalena Falcko-Neuburská (1655–1720) z rodu Wittelsbachů (č. 32)
  - 3. Amálie Vilemína Brunšvicko-Lüneburská (1673–1742) z rodu Welfů (č. 34)
  - 4. Alžběta Kristýna Brunšvicko-Wolfenbüttelská (1691–1750) (č. 36)
  - 5. Marie Josefa Bavorská (1739–1767) z rodu Wittelsbachů (č. 49)
  - 6. Isabela Parmská (1741–1763) z rodu Bourbon-Parma (č. 50)
  - 7. František I. Štěpán Lotrinský (1708–1765) (č. 56)
  - 8. Alžběta Vilemína Württemberská (1767–1790) z rodu Württemberků (č. 59)
  - 9. Marie Tereza Neapolsko-Sicilská (1772–1807) z rodu Bourbonů (č. 60)
  - 10. Karolína Augusta Bavorská (1792–1873) z rodu Wittelsbachů (č. 61)
  - 11. Marie Anna Savojská (1803–1884) z rodu Savojských (č. 63)
  - 12. Louisa Marie (1773–1802) z rodu Bourbonů (č. 84)
  - 13. Marie Antonie (1814–1898) z rodu Bourbonů (č. 85)
  - 14. Marie Ferdinanda (1796–1865) z rodu Wettinů (č. 86)
  - 15. Marie Immakulata (1844–1899) z rodu Bourbonů (č. 89)
  - 16. Adelgunde (1823–1914) z rodu Wittelsbachů (č. 94)
  - 17. Marie Tereza Portugalská (1855–1944) z rodu Braganza (č. 99)
  - 18. Marie Beatrix Modenská (1750–1829) z rodu Este (č. 106)
  - 19. Albert Sasko-Těšínský (1738–1822) z rodu Wettinů (č. 111)
  - 20. Marie Ludovika Španělská (1745–1792) z rodu Bourbonů (č. 114)
  - 21. Henrietta Nasavsko-Weilburská (1797–1829) z rodu Nasavských (č. 123)
  - 22. Hildegarda Luisa Bavorská (1825-1864) z rodu Wittelsbachů (č. 129)
  - 23. Markéta Karolína Saská (1840–1858) z rodu Wettinů (č 134)
  - 24. Žofie Frederika Bavorská (1805–1872) z rodu Wittelsbachů (č. 137)
  - 25. Marie Anunciata Neapolsko-Sicilská (1843–1871) z rodu Bourbonů (č. 139)
  - 26. Marie Josefa Saská (1867–1944) z rodu Wettinů (č. 141)
  - 27. Alžběta Bavorská (1837–1898) z rodu Wittelsbachů, zvaná "Sissi" (č. 143)
  - 28. Zita Bourbonsko-Parmská (1892–1989) (č. 146)
  - 29. Regina Sasko-Meiningenská (1925–2010) z rodu Wettinů (č. 151)
  - 30. Yolande de Ligne (č. 149).
- Jediná protestantka: Henrietta (Jindřiška) Nasavsko-Weilburská (č. 123 a 124), manželka arcivévody Karla Ludvíka (č. 122), vítěze nad Napoleonem v bitvě u Aspern (1809). Jednalo se o první smíšené (kalvinsko-katolické) manželství v habsburském rodě.
- Jediná osoba, která nepatřila k rodu Habsburků ani se k Habsburkům nepřivdala: Karolina Fuchs-Mollarth (č. 41) a
  - 3 osoby – Habsburkové pouze po matce:
    - bezejmenný syn (č. 15)
    - bezejmenná princezna (č. 47)
    - arcibiskup trevírský Karel Josef Lotrinský (č. 117)
- Za celou dobu byl z krypty odstraněn jen jeden sarkofág s ostatky Napoleona II. - Josefa Karla Františka (1811–1832), zvaného Orlík, syna Napoleona Bonaparte a Marie Luisy (č. 127). Původně byl uložen ve Františkově hrobce. Adolf Hitler ho v roce 1940 daroval francouzskému prezidentovi Henrimu Phillipu Pétainovi u příležitosti 100. výročí převozu Napoleonových ostatků z ostrova sv. Heleny do Paříže. Sarkofág váží více než 800 kg a byl uložen v pařížské Invalidovně.
- Nejstarší zde pohřbená osoba: Yolande de Ligne (č. 149) – 100 let, dále korunní princ Otto von Habsburg (1912–2011) (č. 150) – 98 let a 7 měsíců a jeho matka císařovna (1916–1918) Zita Bourbonsko-Parmská (1892–1989) (č. 146) – bezmála 97 let. 25 % zde pochovaným bylo 5 nebo méně let.

## Jednotlivé hrobky a v ní pohřbení
Tučně jsou vyznačeni panovníci a panovnice a jejich manželky a manželé, případně další osobnosti jako následníci trůnu a jejich manželky. Žlutě jsou vyznačeny tělesné ostatky, červeně srdce a zeleně vnitřnosti. Pořadí odpovídá číslování na oficiálních stránkách Císařské hrobky, které ovšem zahrnuje i busty a sochy (ty jsou bez barevného odlištění). 

### Hrobka zakladatelů (Gründergruft)

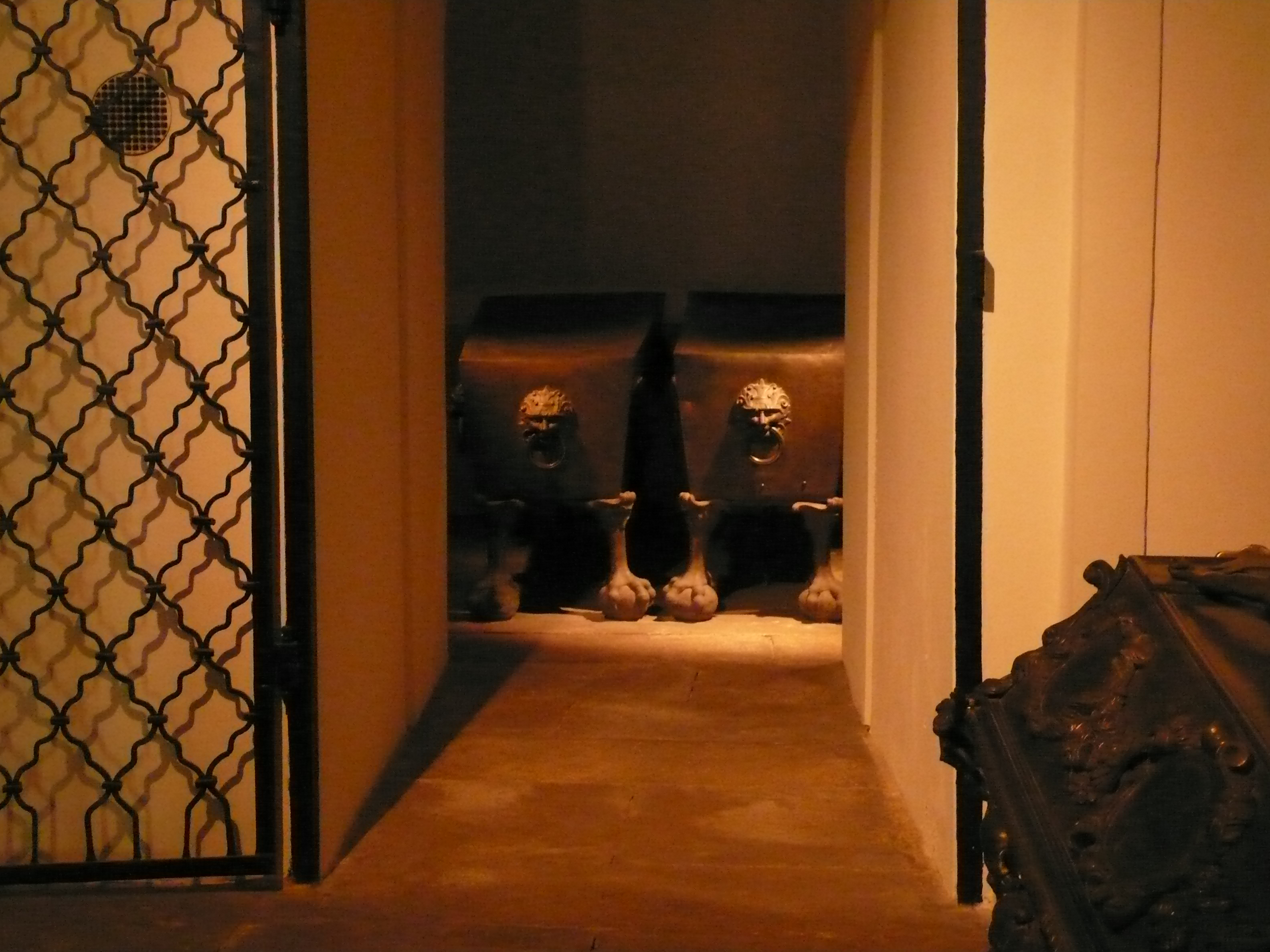
Hrobka zakladatelů

Také zvaná Andělská hrobka (Engelsgruft). Nejstarší část hrobky. Malá pravoúhlá prostora. První pohřeb do hrobky je datován k roku 1633, kdy sem byly přeneseny ostatky zakladatelů, odtud název. Anna i Matyáš zemřeli před dokončením stavby, proto musely být jejich ostatky pohřbeny na přechodnou dobu ve vídeňském klášteře královen v Dorotheergasse. Název Andělská hrobka je odvozen od četných dětských pohřbů (v 17. století zde byly uloženy 4 děti Ferdinanda III. a 7 dětí Leopolda I.). Dnes jsou zde pouze dvě rakve (č. 1–2).
| Po-řa-dí | Jméno                          | Datum a místo narození | Datum a místo úmrtí | Otec                               | Matka                                        | Datum a místo svatby, choť                                  | Srdce                                              | Vnitřnosti                                             | Poznámky                                                                |
| -------- | ------------------------------ | ---------------------- | ------------------- | ---------------------------------- | -------------------------------------------- | ----------------------------------------------------------- | -------------------------------------------------- | ------------------------------------------------------ | ----------------------------------------------------------------------- |
| 1.       | Anna Tyrolská z rodu Habsburků | 4. 10. 1585 Innsbruck  | 15. 12. 1618 Vídeň  | Ferdinand II. Tyrolský (1529–1595) | Anna Kateřina Gonzagová (1566–1621)          | 4. 12. 1611 Vídeň: Matyáš Habsburský (č. 2), její bratranec | urna č. 1 v Hrobce srdcí v augustiniánském kostele | urna č. 17 ve Vévodské hrobce svatoštěpánské katedrály | Císařovna (1612–1618), zakladatelka kostela kapucínů a Císařské hrobky. |
| 2.       | Matyáš Habsburský              | 24. 2. 1557 Vídeň      | 20. 3. 1619 Vídeň   | Maxmilián II. (1527–1576)          | Marie Španělská z rodu Habsburků (1528–1603) | 4. 12. 1611 Vídeň: Anna Tyrolská (č. 1), jeho sestřenice    | urna č. 2 v Hrobce srdcí v augustiniánském kostele | urna č. 18 ve Vévodské hrobce svatoštěpánské katedrály | Císař (1612–1619), spoluzakladatel kostela kapucínů a Císařské hrobky.  |

### Leopoldova hrobka (Leopoldsgruft)

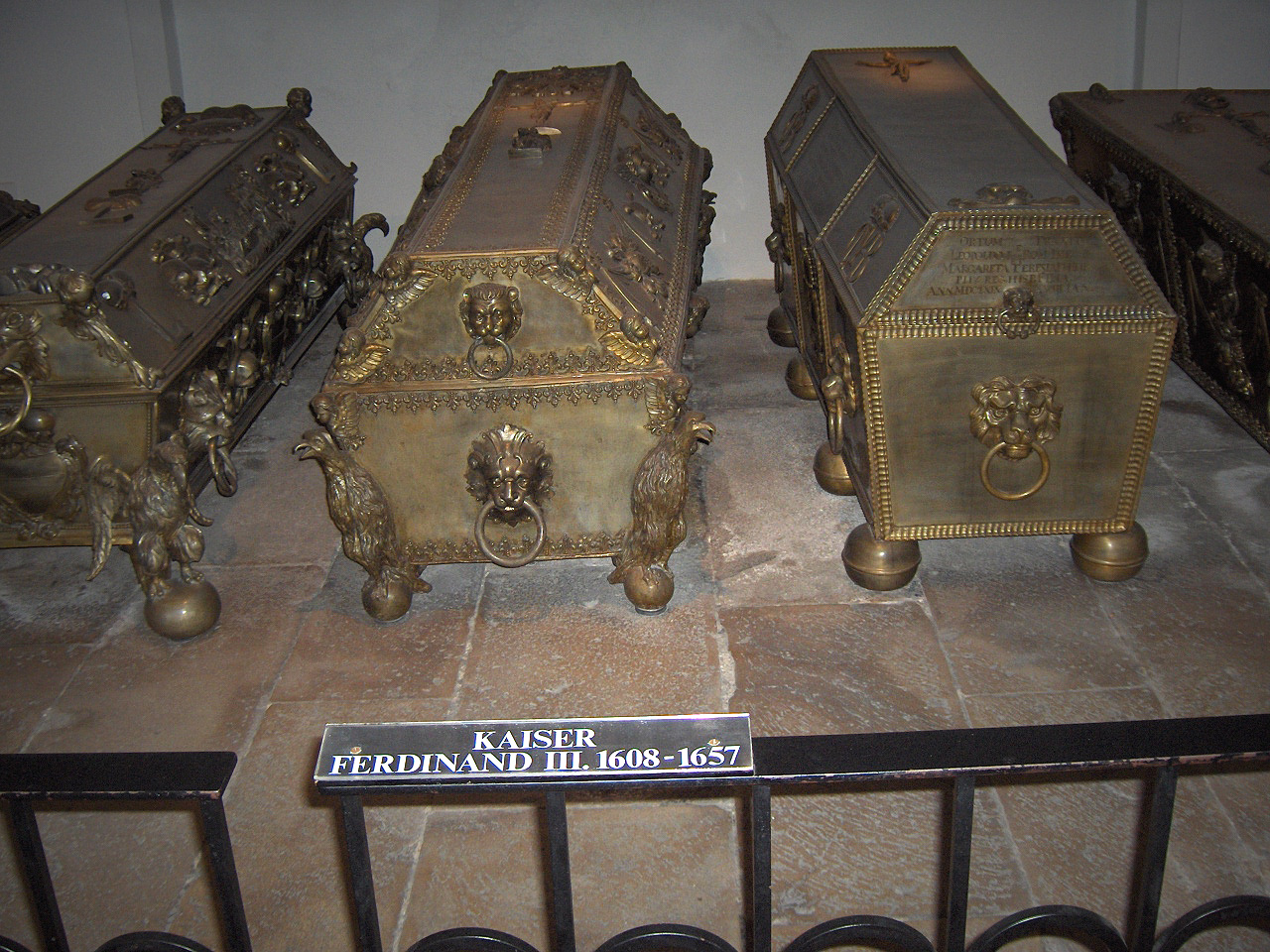
Sarkofág Ferdinanda III.

Ve východní stěně vzniklo v roce 1960 kolumbárium s 12 výklenky, kam byly umístěny rakve s pozůstatky dětí původně pohřbených v Hrobce zakladatelů (č. 3–8, 10–15). Po obou stranách Leopoldovy hrobky je kolmo ke stěnám uloženo po 8 sarkofázích (v severní části č. 16–23, v jižní části č. 25–32). V severozápadním rohu je uloženo srdce Klaudie Felicitas Tyrolské (č. 24). V západovýchodní ose uprostřed kolumbária je urna se srdcem portugalské královny Marie Anny (č. 9).
| Po-řa-dí | Jméno                                                   | Datum a místo narození     | Datum a místo úmrtí                | Otec                                                    | Matka                                               | Datum a místo svatby, choť                                                                                     | Srdce | Vnitřnosti                                             | Poznámky |
| -------- | ------------------------------------------------------- | -------------------------- | ---------------------------------- | ------------------------------------------------------- | --------------------------------------------------- | --- | --- | ------------------------------------------------------ | --- |
| 3.       | Anna Marie Žofie                                        | 1674                       | 1674                               | Leopold I. (č. 37)                                      | Klaudie Felicitas (č. 24)                           | | | urna č. 30 ve Vévodské hrobce svatoštěpánské katedrály | Kolumbárium. Arcivévodkyně rakouská, nedospělá dcera císaře. |
| 4.       | Ferdinand Josef                                         | 1657                       | 1658                               | Ferdinand III. Habsburský (č. 27)                       | Eleonora Magdalena Gonzagová (č. 19)                | | | urna č. 22 ve Vévodské hrobce svatoštěpánské katedrály | Kolumbárium. Arcivévoda rakouský, nedospělý syn císaře. |
| 5.       | Ferdinand Václav                                        | 1667                       | 1668                               | Leopold I. (č. 37)                                      | Markéta Tereza Habsburská (č. 20)                   | | urna č. 26 ve Vévodské hrobce svatoštěpánské katedrály                                                         | urna č. 25 ve Vévodské hrobce svatoštěpánské katedrály | Kolumbárium. Arcivévoda rakouský, nedospělý syn císaře. |
| 6.       | Jan Leopold                                             | 20. 2. 1670 Vídeň          | 20. 2. 1670 Vídeň                  | Leopold I. (č. 37)                                      | Markéta Tereza Habsburská (č. 20)                   | | | urna č. 27 ve Vévodské hrobce svatoštěpánské katedrály | Kolumbárium. Arcivévoda rakouský, mrtvě narozený syn císaře. |
| 7.       | Marie Anna                                              | 1672                       | 1673                               | Leopold I. (č. 37)                                      | Markéta Tereza Habsburská (č. 20)                   | | | urna č. 28 ve Vévodské hrobce svatoštěpánské katedrály | Kolumbárium. Arcivévodkyně rakouská, nedospělá dcera císaře |
| 8.       | Marie Josefa                                            | 1675                       | 1676                               | Leopold I. (č. 37)                                      | Klaudie Felicitas Tyrolská (č. 24)                  | | srdce v zlatostříbrné urně umístěno nahoře na matčině sarkofágu v dominikánském kostele Maria Rotunda ve Vídni | urna č. 32 ve Vévodské hrobce svatoštěpánské katedrály | Kolumbárium. Arcivévodkyně rakouská, nedospělá dcera císaře. |
| 9.       | Marie Anna Josefa                                       | 7. 9. 1683 Linec           | 14. 8. 1754 Lisabon                | Leopold I. (č. 37)                                      | Eleonora Magdalena Falcko-Neuburská (č. 32)         | 27. 10. 1708: Jan V. Portugalský z rodu Braganza (1689–1750), portugalský král (1706–1750)                     | urna se srdcem zde                                                                                             |                                                        | Portugalská královna (1708–1750). Její tělo je pohřbeno v Lisabonu |
| 10.      | Marie Markéta                                           | 1690                       | 1691                               | Leopold I. (č. 37)                                      | Eleonora Magdalena Falcko-Neuburská (č. 32)         | | urna č. 35 ve Vévodské hrobce svatoštěpánské katedrály                                                         | urna č. 34 ve Vévodské hrobce svatoštěpánské katedrály | Kolumbárium. Arcivévodkyně rakouská, nedospělá dcera císaře. |
| 11.      | Maxmilián Tomáš                                         | 21. 12. 1638               | 29. 6. 1639                        | Ferdinand III. Habsburský (č. 27)                       | Marie Anna Španělská (č. 22)                        | | |                                                        | Kolumbárium. Arcivévoda rakouský, nedospělý syn císaře. |
| 12.      | Filip August                                            | 15. 7. 1637                | 22. 6. 1639                        | Ferdinand III. Habsburský (č. 27)                       | Marie Anna Španělská (č. 22)                        | | |                                                        | Kolumbárium. Arcivévoda rakouský, nedospělý syn císaře. |
| 13.      | Kristina                                                | 18. 6. 1679                | 18. 6. 1679                        | Leopold I. (č. 37)                                      | Eleonora Magdalena Falcko-Neuburská (č. 32)         | | |                                                        | Kolumbárium. Arcivévodkyně rakouská, mrtvě narozená dcera císaře. |
| 14.      | Tereza Marie                                            | 27. 3. 1652                | 26. 7. 1653                        | Ferdinand III. Habsburský (č. 27)                       | Eleonora Magdalena Gonzagová (č. 19)                | | |                                                        | Kolumbárium. Arcivévodkyně rakouská, nedospělá dcera císaře. |
| 15.      | bezejmenný syn                                          | 1686                       | 1686                               | Jan Vilém Falcko-Neuburský (1658–1716)                  | Marie Anna Josefa Habsburská (č. 17)                | | |                                                        | Kolumbárium. Nedospělý vnuk císaře Ferdinanda III. (č. 27) |
| 16.      | Marie Josefa                                            | 6. 3. 1687 Vídeň           | 14. 4. 1703 Vídeň                  | Leopold I. (č. 37)                                      | Eleonora Magdalena Falcko-Neuburská (1655–1720)     | | urna č. 10 v Hrobce srdcí v augustiniánském kostele                                                            | urna č. 40 ve Vévodské hrobce svatoštěpánské katedrály | Arcivévodkyně, dcera císaře zemřela v šestnácti letech. |
| 17.      | Marie Anna Josefa                                       | 20. 12. 1654 Řezno         | 4. 4. 1689 Vídeň                   | Ferdinand III. Habsburský (č. 27)                       | Eleonora Magdalena Gonzagová (č. 19)                | 25. 10. 1678 Vídeňské Nové Město: Jan Vilém Falcký z rodu Wittelsbachů (1658–1716), falcký kurfiřt (1690–1716) | |                                                        | |
| 18.      | Eleonora Marie                                          | 21. 5. 1653 Řezno          | 17. 12. 1697 Vídeň                 | Ferdinand III. Habsburský (č. 27)                       | Eleonora Magdalena Gonzagová (č. 19)                | 1670: Michał Korybut Wiśniowiecki (1640–1673), polský král (1669–1673)                                         | |                                                        | Královna polská a velkokněžna litevská (1670–1673), vévodkyně lotrinská (1678–1690). Druhý manžel byl ve válkách s Turky vrchním velitelem císařských vojsk.                                                                                             |
| 18.      | Eleonora Marie                                          | 21. 5. 1653 Řezno          | 17. 12. 1697 Vídeň                 | Ferdinand III. Habsburský (č. 27)                       | Eleonora Magdalena Gonzagová (č. 19)                | 1678: Karel V. Lotrinský (1643–1690)                                                                           | |                                                        | Královna polská a velkokněžna litevská (1670–1673), vévodkyně lotrinská (1678–1690). Druhý manžel byl ve válkách s Turky vrchním velitelem císařských vojsk.                                                                                             |
| 19.      | Eleonora Magdalena Gonzagová z Mantovy                  | 18. 11. 1629 Mantova       | 6. 12. 1686 Vídeň                  | Karel II. Gonzaga (1609–1631)                           | Marie Gonzagová (1609–1660)                         | 30. 4. 1651 Vídeňské Nové Město: Ferdinand III. Habsburský (č. 27), tohoto třetí manželka                      | urna č. 7 v Hrobce srdcí v augustiniánském kostele                                                             | urna č. 33 ve Vévodské hrobce svatoštěpánské katedrály | Císařovna (1651–1657), založila dámský Řád hvězdového kříže. |
| 20.      | Markéta Terezie Španělská z rodu Habsburků              | 12. 8. 1651 Madrid         | 12. 3. 1673 Vídeň                  | Filip IV. Španělský (1605–1665)                         | Marie Anna Habsburská (1634–1696)                   | 12. 12. 1666 Vídeň: Leopold I. (č. 37), zároveň její bratranec a strýc, tohoto první manželka                  | urna č. 6 v Hrobce srdcí v augustiniánském kostele                                                             | urna č. 29 ve Vévodské hrobce svatoštěpánské katedrály | Císařovna (1666–1673). |
| 21.      | Marie Leopoldina Tyrolská z rodu Habsburků              | 6. 4. 1632 Innsbruck       | 7.8. 1649 Vídeň                    | Leopold V. Habsburský (1586–1632)                       | Klaudie Medicejská (1604–1648)                      | 1648: Ferdinand III. Habsburský (č. 27), tohoto druhá manželka                                                 | |                                                        | Císařovna (1648–1649). |
| 22.      | Marie Anna Španělská z rodu Habsburků                   | 18. 8. 1606 El Escorial    | 13. 5. 1646 Linec                  | Filip III. Španělský (1578–1621)                        | Markéta Habsburská (1584–1611)                      | Ferdinand III. Habsburský (č. 27), tohoto první manželka                                                       | |                                                        | Císařovna (1637–1646), matka císaře Leopolda I. (č. 37). |
| 23.      | Marie Amálie                                            | 5. 4. 1724 Vídeň           | 19. 4. 1730 Vídeň                  | Karel VI. (č. 40)                                       | Alžběta Kristýna Brunšvicko-Wolfenbüttelská (č. 53) | | | urna č. 45 ve Vévodské hrobce svatoštěpánské katedrály | Arcivévodkyně, dcera císaře zemřela v šesti letech, sestra Marie Terezie (č. 55). |
| 24.      | Klaudie Felicitas Tyrolská z rodu Habsburků             | 30. 5. 1653 Innsbruck      | 8. 4. 1676 Vídeň                   | Ferdinand Karel Tyrolský (1628–1662)                    | Anna Medicejská (1616–1676)                         | 1673 Innsbruck per procurationem / 15. 10. 1673 Štýrský Hradec: Leopold I. (č. 37), tohoto 2. manželka         | urna se srdcem zde                                                                                             | urna č. 31 ve Vévodské hrobce svatoštěpánské katedrály | Císařovna (1673–1676). Její tělo oděné do roucha dominikánské jeptišky bylo na její přání pohřbeno v kryptě pod kaplí sv. Dominika v dominikánském kostele Maria Rotunda ve Vídni, vedle ní byla v tom samém roce pohřbena i její matka Anna Medicejská. |
| 25.      | Marie Terezie                                           | 22. 8. 1684 Vídeň          | 28. 9. 1696 zámek Ebersdorf, Vídeň | Leopold I. (č. 37)                                      | Eleonora Magdalena Falcko-Neuburská (č. 32)         | | urna č. 9 v Hrobce srdcí v augustiniánském kostele                                                             | urna č. 37 ve Vévodské hrobce svatoštěpánské katedrály | Dvanáctiletá dcera císaře zemřela na pravé neštovice. |
| 26.      | Leopold Josef                                           | 2. 6. 1682                 | 3. 8. 1684                         | Leopold I. (č. 37)                                      | Eleonora Magdalena Falcko-Neuburská (č. 32)         | | |                                                        | Arcivévoda rakouský, nedospělý syn císaře. |
| 27.      | Ferdinand III.                                          | 13. 7. 1608 Štýrský Hradec | 2. 4. 1657 Vídeň                   | Ferdinand II. (1578–1637; č. x578)                      | Marie Anna Bavorská z rodu Wittelsbachů (1574–1616) | 1631 Vídeň: Marie Anna Španělská z rodu Habsburků (1606–1646)                                                  | | urna č. 21 ve Vévodské hrobce svatoštěpánské katedrály | Císař (1637–1657). |
| 27.      | Ferdinand III.                                          | 13. 7. 1608 Štýrský Hradec | 2. 4. 1657 Vídeň                   | Ferdinand II. (1578–1637; č. x578)                      | Marie Anna Bavorská z rodu Wittelsbachů (1574–1616) | 1648: Marie Leopoldina Tyrolská z rodu Habsburků (1632–1649)                                                   | | urna č. 21 ve Vévodské hrobce svatoštěpánské katedrály | Císař (1637–1657). |
| 27.      | Ferdinand III.                                          | 13. 7. 1608 Štýrský Hradec | 2. 4. 1657 Vídeň                   | Ferdinand II. (1578–1637; č. x578)                      | Marie Anna Bavorská z rodu Wittelsbachů (1574–1616) | 1651 Vídeň: Eleonora Magdalena Gonzagová (1630–1686)                                                           | | urna č. 21 ve Vévodské hrobce svatoštěpánské katedrály | Císař (1637–1657). |
| 28.      | Marie Antonie                                           | 18. 1. 1669 Vídeň          | 24. 12. 1692 Vídeň                 | Leopold I. (č. 37), tohoto první dcera                  | Markéta Habsburská (1651–1673)                      | 15. 7. 1685 Vídeň: Maxmilián II. Emanuel (1662–1726), bavorský kurfiřt (1679–1726)                             | urna č. 8 v Hrobce srdcí v augustiniánském kostele                                                             | urna č. 36 ve Vévodské hrobce svatoštěpánské katedrály | Arcivévodkyně zemřela ve věku 23 let. |
| 29.      | Ferdinand IV.                                           | 8. 9. 1633 Vídeň           | 9. 7. 1654 Vídeň                   | Ferdinand III. Habsburský (č. 27), tohoto nejstarší syn | Marie Anna Španělská z rodu Habsburků (1606–1646)   | | urna č. 4 v Hrobce srdcí v augustiniánském kostele                                                             | urna č. 20 ve Vévodské hrobce svatoštěpánské katedrály | Římský král (1653–1654), zakladatel Hrobky srdcí a zároveň tradice pohřbívání různých částí těla členů císařské rodiny ve třech vídeňských kostelech. Zemřel 2 měsíce před svými 21 narozeninami.                                                        |
| 30.      | Leopold Jan                                             | 13. 4. 1716 Vídeň          | 4. 11. 1716 Vídeň                  | Karel VI. (č. 40), tohoto jediný syn                    | Alžběta Kristýna Brunšvicko-Wolfenbüttelská (č. 53) | | urna č. 44 ve Vévodské hrobce svatoštěpánské katedrály                                                         | urna č. 43 ve Vévodské hrobce svatoštěpánské katedrály | Arcivévoda, jeho smrt byla popudem k vydání Pragmatické sankce. |
| 31.      | Marie Magdaléna                                         | 26. 3. 1689 Vídeň          | 1. 5. 1743 Vídeň                   | Leopold I. (č. 37)                                      | Eleonora Magdalena Falcko-Neuburská (č. 32)         | | |                                                        | Arcivévodkyně rakouská. Neprovdala se. Zemřela na zápal plic. |
| 32.      | Eleonora Magdalena Falcko-Neuburská z rodu Wittelsbachů | 6. 1. 1655 Düsseldorf      | 19. 1. 1720 Vídeň                  | Filip Vilém Falcký (1615–1690)                          | Alžběta Amálie Hesensko-Darmstadtská (1635–1709)    | Leopold I. (č. 37), tohoto třetí manželka                                                                      | |                                                        | Císařovna (1676–1705). |

### Karlova hrobka (Karlsgruft)
Nachází se pod kněžištěm kostela.
| Po-řa-dí | Jméno                                       | Datum a místo narození | Datum a místo úmrtí               | Otec                                                 | Matka                                               | Datum a místo svatby, choť                                                                                           | Srdce                                                  | Vnitřnosti                                             | Poznámky |
| -------- | ------------------------------------------- | ---------------------- | --------------------------------- | ---------------------------------------------------- | --------------------------------------------------- | --- | ------------------------------------------------------ | ------------------------------------------------------ | --- |
| 33.      | Leopold Josef                               | 29. 10. 1700 Vídeň     | 4. 8. 1701 Vídeň                  | Josef I. (č. 35)                                     | Amálie Vilemína Brunšvicko-Lüneburská (č. 34)       | | urna č. 39 ve Vévodské hrobce svatoštěpánské katedrály | urna č. 38 ve Vévodské hrobce svatoštěpánské katedrály | Arcivévoda rakouský, nedospělý syn císaře, zemřel na vodnatelnost hlavy. |
| 34.      | Amálie Vilemína Brunšvicko-Lüneburská       | 21. 4. 1673 Lüneburg   | 10. 4. 1742 Vídeň                 | Jan Fridrich Brunšvicko-Lüneburský (1625–1679)       | Benedikta Jindřiška Falcko-Simmernská (1652–1730)   | 24. 2. 1699 Vídeň: Josef I. (č. 35)                                                                                  | urna se srdcem zde                                     |                                                        | Císařovna (1705–1711). Podle testamentu bylo její tělo oblečeno do roucha salesiánek a pochováno v kryptě pod hlavním oltářem kostela salesiánek ve Vídni. Klášter salesiánek v ulici Rennweg sama založila a tam také jako vdova zemřela. |
| 35.      | Josef I.                                    | 26. 7. 1678 Vídeň      | 17. 4. 1711 Vídeň                 | Leopold I. (č. 41)                                   | Eleonora Magdalena Falcko-Neuburská (1655–1720)     | 24. 2. 1699 Vídeň: Amálie Vilemína Brunšvicko-Lüneburská (1673–1742)                                                 | urna č. 12 v Hrobce srdcí v augustiniánském kostele    | urna č. 42 ve Vévodské hrobce svatoštěpánské katedrály | Římský císař (1705–1711), bratr císaře Karla VI. (č. 40). Zemřel ve věku 32 let. |
| 36.      | Alžběta Kristýna Brunšvicko-Wolfenbüttelská | 28. 8. 1691 Brunšvik   | 21. 12. 1750 Vídeň                | Ludvík Rudolf Brunšvicko-Wolfenbüttelský (1671–1735) | Kristýna Luisa z Öttingen-Öttingenu (1671–1747)     | 23. 4. 1708 per procurationem / 1. 8. 1708 Barcelona: Karel VI. (č. 40)                                              | urna č. 17 v Hrobce srdcí v augustiniánském kostele    | urna č. 53 ve Vévodské hrobce svatoštěpánské katedrály | Císařovna (1711–1740), matka Marie Terezie (č. 55). Zemřela ve věku 59 let. |
| 37.      | Leopold I.                                  | 9. 6. 1640 Vídeň       | 5. 5. 1705 Vídeň                  | Ferdinand III. Habsburský (č. 27), tohoto druhý syn  | Marie Anna Španělská z rodu Habsburků (1606–1646)   | 12. 12. 1666 Vídeň: Markéta Terezie Španělská z rodu Habsburků (č. 29)                                               | urna č. 11 v Hrobce srdcí v augustiniánském kostele    | urna č. 41 ve Vévodské hrobce svatoštěpánské katedrály | Římský císař (1657–1705), otec císařů Josefa I. (č. 35) a Karla VI. (č. 40). Vládl 48 let. Bránil Evropu proti Turkům a zapojil se do války o španělské dědictví.                                                                          |
| 37.      | Leopold I.                                  | 9. 6. 1640 Vídeň       | 5. 5. 1705 Vídeň                  | Ferdinand III. Habsburský (č. 27), tohoto druhý syn  | Marie Anna Španělská z rodu Habsburků (1606–1646)   | 1673 Innsbruck per procurationem / 15. 10. 1673 Štýrský Hradec: Klaudie Felicitas Tyrolská z rodu Habsbursků (č. 31) | urna č. 11 v Hrobce srdcí v augustiniánském kostele    | urna č. 41 ve Vévodské hrobce svatoštěpánské katedrály | Římský císař (1657–1705), otec císařů Josefa I. (č. 35) a Karla VI. (č. 40). Vládl 48 let. Bránil Evropu proti Turkům a zapojil se do války o španělské dědictví.                                                                          |
| 37.      | Leopold I.                                  | 9. 6. 1640 Vídeň       | 5. 5. 1705 Vídeň                  | Ferdinand III. Habsburský (č. 27), tohoto druhý syn  | Marie Anna Španělská z rodu Habsburků (1606–1646)   | 14. 12 1676 Pasov: Eleonora Magdalena Falcko-Neuburská (1655–1720)                                                   | urna č. 11 v Hrobce srdcí v augustiniánském kostele    | urna č. 41 ve Vévodské hrobce svatoštěpánské katedrály | Římský císař (1657–1705), otec císařů Josefa I. (č. 35) a Karla VI. (č. 40). Vládl 48 let. Bránil Evropu proti Turkům a zapojil se do války o španělské dědictví.                                                                          |
| 38.      | Marie Alžběta                               | 13. 12. 1680 Linec     | 26.8.1741 zámek Mariemont, Belgie | Leopold I. (č. 37)                                   | Eleonora Magdalena Falcko-Neuburská (1655–1720)     | | urna č. 14 v Hrobce srdcí v augustiniánském kostele    | urna č. 51 ve Vévodské hrobce svatoštěpánské katedrály | Arcivévodkyně, místodržící Nizozemí (1725–1741), zemřela ve věku 60 let. Původně do roku 1749 pohřbena v katedrále sv. Guduly v Bruselu.                                                                                                   |
| 39.      | Marie Anna                                  | 14. 9. 1718 Vídeň      | 16. 12. 1744 Brusel               | Karel VI. (č. 40)                                    | Alžběta Kristýna Brunšvicko-Wolfenbüttelská (č. 53) | leden 1744 Vídeň: Karel Lotrinský (1712–1780)                                                                        | urna č. 15 v Hrobce srdcí v augustiniánském kostele    | urna č. 52 ve Vévodské hrobce svatoštěpánské katedrály | Mladší sestra Marie Terezie (č. 55). |
| 40.      | Karel VI.                                   | 1. 10. 1685 Vídeň      | 20. 10. 1740 Vídeň                | Leopold I. (č. 41)                                   | Eleonora Magdalena Falcko-Neuburská (1655–1720)     | 23. 4. 1708 per procurationem / 1. 8. 1708 Barcelona: Alžběta Kristýna Brunšvicko-Wolfenbüttelská (č. 53)            | urna č. 13 v Hrobce srdcí v augustiniánském kostele    | urna č. 48 ve Vévodské hrobce svatoštěpánské katedrály | Římský císař (1711–1740), otec Marie Terezie (č. 55). Vládl 29 let a zemřel ve věku 55 let. |

### Hrobka Marie Terezie (Maria-Theresien-Gruft)

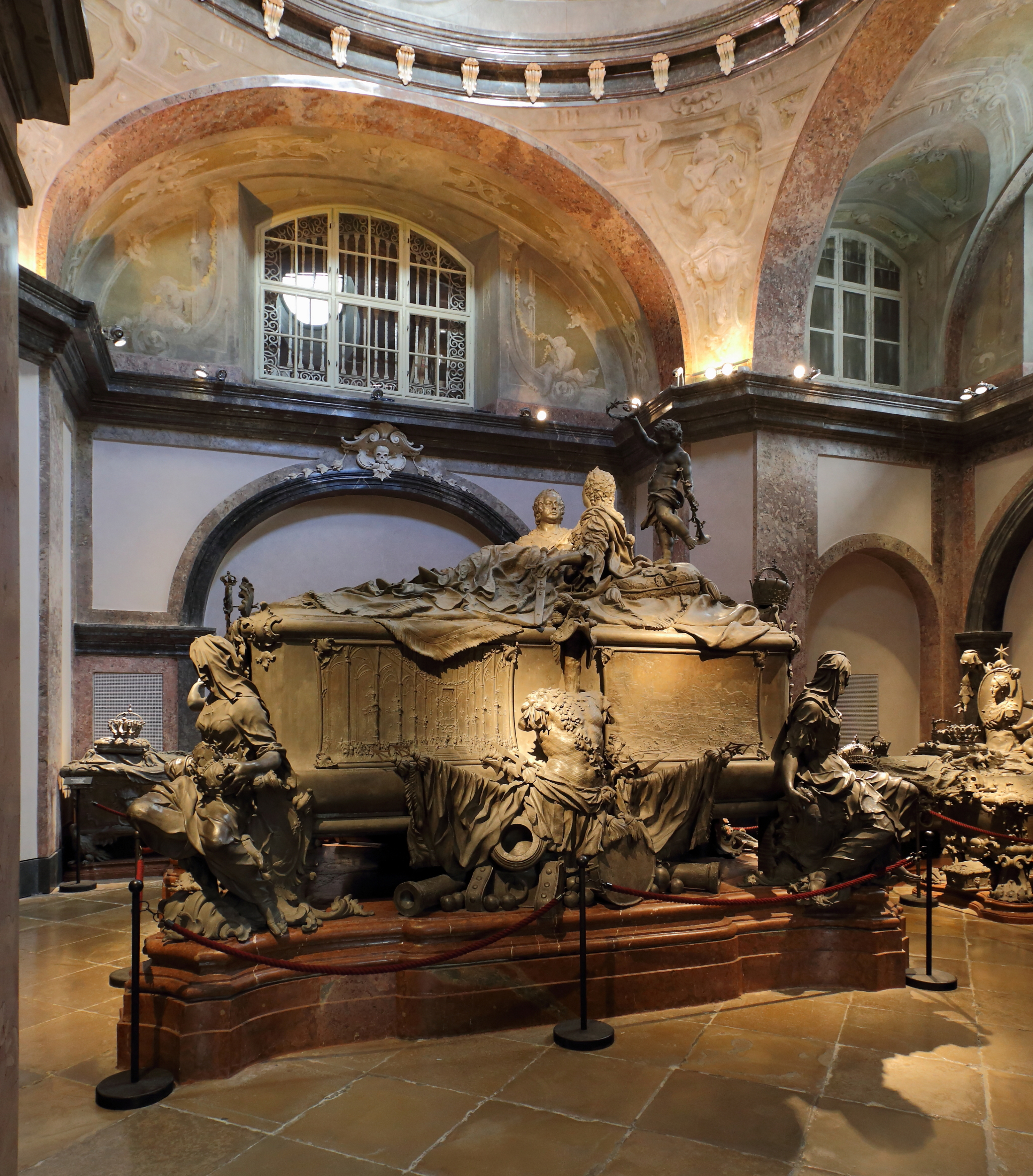
Hrobka Marie Terezie

Architektonicky nejhodnotnější část krypty, dispozičně mimo půdorys kostela, západně od Karlovy hrobky. Centrální prostor ve stylu rokoka s kopulí zdobenou freskami. Uprostřed je společný sarkofág Marie Terezie (č. 55) a jejího manžela Františka I. Štěpána (č. 56), kolem byly pochovány jejich děti a vnučky.
| Po-řa-dí | Jméno                                     | Datum a místo narození            | Datum a místo úmrtí    | Otec                                                          | Matka                                               | Datum a místo svatby, choť                                                                               | Srdce                                                  | Vnitřnosti                                             | Poznámky |
| -------- | ----------------------------------------- | --------------------------------- | ---------------------- | ------------------------------------------------------------- | --------------------------------------------------- | --- | ------------------------------------------------------ | ------------------------------------------------------ | --- |
| 41.      | Karolina von Fuchs-Mollard                | 14. 01. 1675 Drážďany             | 27. 04. 1754 Vídeň     | Ferdinand Arnošt z Mollardu                                   | Kateřina ze Seeau                                   | | hrobka Mollardů v kostele sv. Michaela ve Vídni        | hrobka Mollardů v kostele sv. Michaela ve Vídni        | Hraběnka, vychovatelka a dvorní dáma císařovny Marie Terezie (č. 55). Jediná osoba pohřbená v Kapucínské hrobce, která není z habsburského domu.                              |
| 42.      | Josef II.                                 | 13. 3. 1741 Vídeň                 | 20. 2. 1790 Vídeň      | František I. Štěpán Lotrinský (č. 56)                         | Marie Terezie (č. 55), této první syn a čtvrté dítě | 5. 9. 1760 Padova per procurationem / 6. 10. 1760 Vídeň: Isabela Parmská (č. 50)                         |                                                        |                                                        | Římský císař (1765–1790). |
| 42.      | Josef II.                                 | 13. 3. 1741 Vídeň                 | 20. 2. 1790 Vídeň      | František I. Štěpán Lotrinský (č. 56)                         | Marie Terezie (č. 55), této první syn a čtvrté dítě | 13. 1. 1765 Mnichov per procurationem / 23. 1. 1765 Schönbrunn: Marie Josefa Bavorská (č. 49)            |                                                        |                                                        | Římský císař (1765–1790). |
| 43.      | Marie Karolina                            | 17. 9. 1748                       | 17. 9. 1748            | František I. Štěpán Lotrinský (č. 56)                         | Marie Terezie (č. 55), této desáté dítě             | |                                                        |                                                        | Arcivévodkyně, mrtvě narozená. |
| 44.      | Karel Josef                               | 1. 2. 1745 Vídeň                  | 18.1.1761 Vídeň        | František I. Štěpán Lotrinský (č. 56)                         | Marie Terezie (č. 55), této druhý syn               | | urna č. 18 v Hrobce srdcí v augustiniánském kostele    | urna č. 54 ve Vévodské hrobce svatoštěpánské katedrály | Arcivévoda, zemřel na neštovice krátce před 16. narozeninami. |
| 45.      | Johanna Gabriela                          | 4. 2. 1750 Vídeň                  | 23. 12. 1762 Vídeň     | František I. Štěpán Lotrinský (č. 56)                         | Marie Terezie (č. 55), této osmá dcera              | | urna č. 19 v Hrobce srdcí v augustiniánském kostele    | urna č. 55 ve Vévodské hrobce svatoštěpánské katedrály | Arcivévodkyně, zemřela na neštovice ve věku 12 let. |
| 46.      | Marie Josefa                              | 19. 3. 1751 Vídeň                 | 15. 10. 1767 Vídeň     | František I. Štěpán Lotrinský (č. 56)                         | Marie Terezie (č. 55), této dvanácté dítě           | |                                                        |                                                        | Arcivévodkyně, zemřela na neštovice. |
| 47.      | bezejmenná princezna                      | 6. 10. 1744 Brusel                | 6. 10. 1744 Brusel     | Karel Alexandr Lotrinský (1712–1780)                          | Marie Anna Habsburská (č. 39)                       | | urna č. 16 v Hrobce srdcí v augustiniánském kostele    |                                                        | Neteř Marie Terezie (č. 55). |
| 48.      | Marie Alžběta                             | 5. 2. 1737 Vídeň                  | 7. 6. 1740 Laxenburg   | František I. Štěpán Lotrinský (č. 56), tohoto nejstarší dcera | Marie Terezie (č. 55), této první dcera             | | urna č. 47 ve Vévodské hrobce svatoštěpánské katedrály | urna č. 46 ve Vévodské hrobce svatoštěpánské katedrály | Arcivévodkyně, zemřela mladá. |
| 49.      | Marie Josefa Bavorská z rodu Wittelsbachů | 30. 3. 1739 Mnichov               | 28. 5. 1767 Vídeň      | Karel VII. Bavorský (1697–1745)                               | Marie Amálie Habsburská (1701–1756)                 | 13. 1. 1765 Mnichov per procurationem / 23. 1. 1765 Schönbrunn: Josef II. (č. 42), tohoto druhá manželka |                                                        |                                                        | Císařovna (1765–1767). |
| 50.      | Isabela Parmská                           | 31. 12. 1741 Buenretiro u Madridu | 27. 11. 1763 Vídeň     | Filip Parmský (1720–1765)                                     | Luisa Alžběta Francouzská (1727–1759)               | 5. 9. 1760 Padova per procurationem / 6. 10. 1760 Vídeň: Josef II. (č. 42)                               |                                                        |                                                        | Korunní princezna, vnučka španělského krále Filipa V. |
| 51.      | Kristýna                                  | 22. 11. 1763                      | 22. 11. 1763           | Josef II. (č. 42), tohoto druhá dcera                         | Isabela Parmská (č. 50)                             | |                                                        |                                                        | Korunní princezna zemřela dvě hodiny po jejím narození. |
| 52.      | Marie Terezie                             | 20. 3. 1762 Schönbrunn            | 23. 1. 1770 Schönbrunn | Josef II. (č. 42), tohoto první dcera                         | Isabela Parmská (č. 50)                             | |                                                        |                                                        | |
| 53.      | Marie Karolína                            | 12. 1. 1740 Vídeň                 | 25. 1. 1741 Vídeň      | František I. Štěpán Lotrinský (č. 56)                         | Marie Terezie (č. 55)                               | | urna č. 50 ve Vévodské hrobce svatoštěpánské katedrály | urna č. 49 ve Vévodské hrobce svatoštěpánské katedrály | Arcivévodkyně. |
| 54.      | Kristýna                                  | 16. 5. 1767                       | 17. 5. 1767            | Albert Kazimír Sasko-Těšínský (č. 111)                        | Marie Kristina Habsbursko-Lotrinská (č. 112)        | |                                                        |                                                        | |
| 55.      | Marie Terezie                             | 13. 5. 1717 Vídeň                 | 29. 11. 1780 Vídeň     | Karel VI. (č. 40)                                             | Alžběta Kristýna Brunšvicko-Wolfenbüttelská (č. 53) | 12. 2. 1736 Vídeň: František I. Štěpán Lotrinský (č. 56)                                                 | urna č. 21 v Hrobce srdcí v augustiniánském kostele    | urna č. 57 ve Vévodské hrobce svatoštěpánské katedrály | Císařovna (1745–1765), matka 16 dětí. Zemřela ve věku 63 let. Ve dvojitém sarkofágu se svým mužem. Cínový sarkofág zhotovil dvorní cínař Ferdinand Baltazar Moll (1717–1785). |
| 56.      | František I. Štěpán Lotrinský             | 8. 12. 1708 Nancy                 | 18. 8. 1765 Innsbruck  | Leopold Josef Lotrinský (1679–1729)                           | Alžběta Charlotta Orleánská (1676–1744)             | 12. 2. 1736 Vídeň: Marie Terezie (č. 55)                                                                 | urna č. 20 v Hrobce srdcí v augustiniánském kostele    | urna č. 56 ve Vévodské hrobce svatoštěpánské katedrály | Římský císař (1745–1765). Zemřel ve věku 56 let. Ve dvojitém sarkofágu se svou ženou.                                                                                         |

### Františkova hrobka (Franzensgruft)

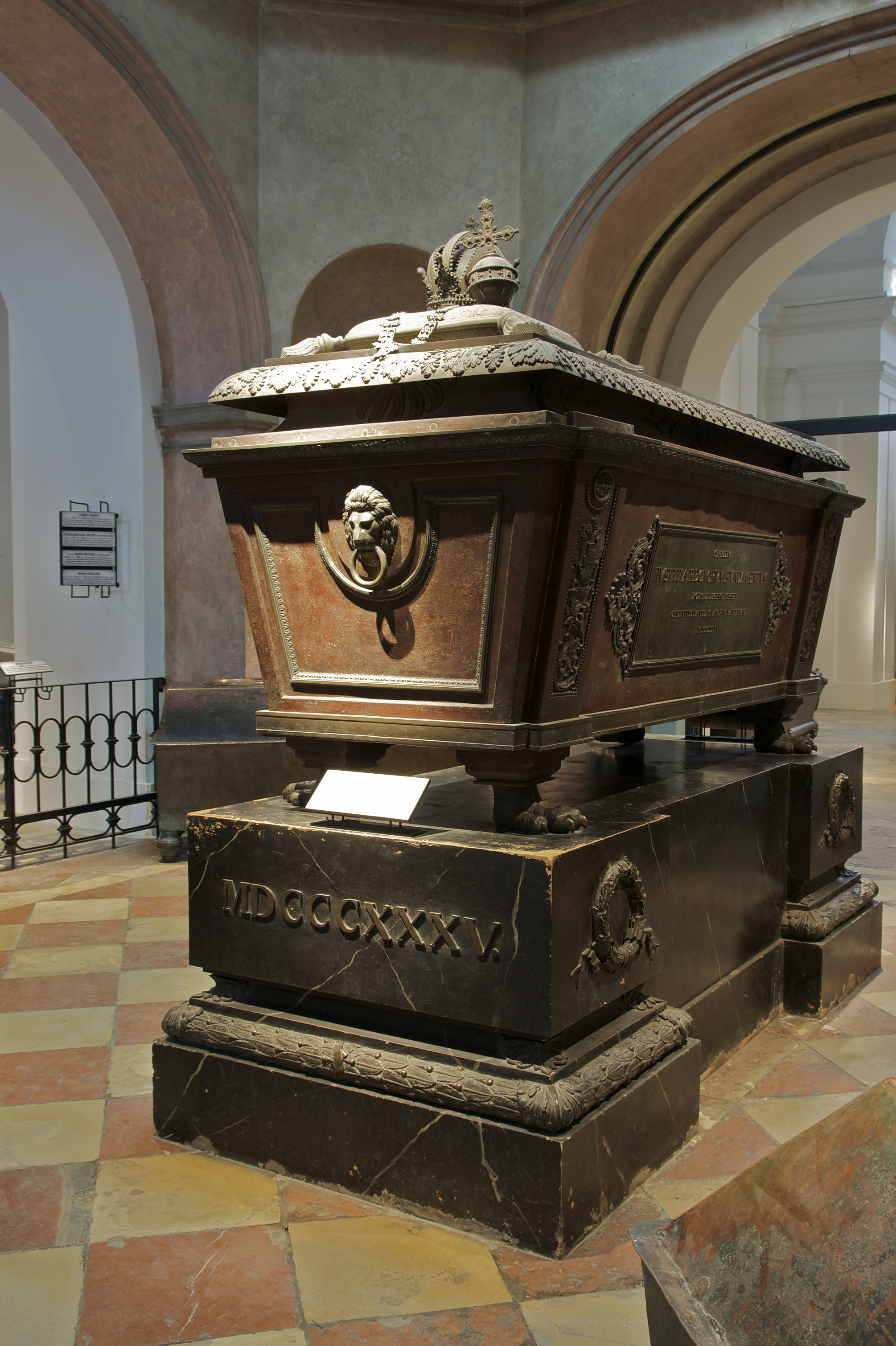
Sarkofág Františka II./I.

Osmiboký, do čtyř stran otevřený centrální prostor ve stylu biedermeieru, který v roce 1825 nechal pro sebe a pro své 4 ženy (č. 58–61) vybudovat císař František (č. 57). Hrobka byla přeplněna 13 sarkofágy, než byla v roce 1960 většina přesunuta do Nové hrobky. V současnosti hrobka obsahuje jen 5 sarkofágů. Uprostřed stojí Františkův a u výklenků v rozích jsou pravidelně rozmístěny sarkofágy s ostatky jeho žen.
| Po-řa-dí | Jméno                                                                     | Datum a místo narození | Datum a místo úmrtí | Otec                                         | Matka                                                    | Datum a místo svatby, choť                                                                                          | Srdce                                               | Vnitřnosti                                             | Poznámky |
| -------- | ------------------------------------------------------------------------- | ---------------------- | ------------------- | -------------------------------------------- | -------------------------------------------------------- | --- | --------------------------------------------------- | ------------------------------------------------------ | --- |
| 57.      | František II./I.                                                          | 12. 2. 1768 Florencie  | 2. 3. 1835 Vídeň    | Leopold II. (č. 113)                         | Marie Ludovika Španělská (č. 114)                        | 6. 1. 1788 Vídeň: Alžběta Vilemína Württemberská (č. 59)                                                            | urna č. 43 v Hrobce srdcí v augustiniánském kostele |                                                        | Poslední římský (1792–1806) a první rakouský císař (1804–1835).                                                                                  |
| 57.      | František II./I.                                                          | 12. 2. 1768 Florencie  | 2. 3. 1835 Vídeň    | Leopold II. (č. 113)                         | Marie Ludovika Španělská (č. 114)                        | 15. 8. 1790 Neapol per procurationem: Marie Tereza Neapolsko-Sicilská (č. 60)                                       | urna č. 43 v Hrobce srdcí v augustiniánském kostele |                                                        | Poslední římský (1792–1806) a první rakouský císař (1804–1835).                                                                                  |
| 57.      | František II./I.                                                          | 12. 2. 1768 Florencie  | 2. 3. 1835 Vídeň    | Leopold II. (č. 113)                         | Marie Ludovika Španělská (č. 114)                        | 6. 1. 1808 Vídeň: Marie Ludovika Modenská (č. 58)                                                                   | urna č. 43 v Hrobce srdcí v augustiniánském kostele |                                                        | Poslední římský (1792–1806) a první rakouský císař (1804–1835).                                                                                  |
| 57.      | František II./I.                                                          | 12. 2. 1768 Florencie  | 2. 3. 1835 Vídeň    | Leopold II. (č. 113)                         | Marie Ludovika Španělská (č. 114)                        | 29. 10. 1816 Mnichov per procurationem / 10. 11. 1816 Vídeň: Karolína Augusta Bavorská (č. 61)                      | urna č. 43 v Hrobce srdcí v augustiniánském kostele |                                                        | Poslední římský (1792–1806) a první rakouský císař (1804–1835).                                                                                  |
| 58.      | Marie Ludovika Modenská z linie Rakousko-Este habsbursko-lotrinského rodu | 14. 12. 1787 Monza     | 7. 4. 1816 Vídeň    | Ferdinand Karel d'Este (č. 105)              | Marie Beatrice d'Este (č. 106)                           | 6. 1. 1808 Vídeň: František II./I. Rakouský (č. 57), tohoto třetí manželka a zároveň sestřenice                     | urna č. 39 v Hrobce srdcí v augustiniánském kostele | urna č. 74 ve Vévodské hrobce svatoštěpánské katedrály | Rakouská císařovna (1808–1816). |
| 59.      | Alžběta Vilemína Württemberská                                            | 21. 4. 1767 Trzebiatów | 18. 2. 1790 Vídeň   | Fridrich II. Evžen Württemberský (1732–1797) | Bedřiška Braniborsko-Schwedtská (1736–1798)              | 6. 1. 1788 Vídeň: František II. (č. 57), tohoto první manželka                                                      |                                                     |                                                        | Korunní princezna. |
| 60.      | Marie Tereza Neapolsko-Sicilská z rodu Bourbonů                           | 6. 6. 1772 Neapol      | 13. 4. 1807 Vídeň   | Ferdinand I. Neapolsko-Sicilský (1751–1825)  | Marie Karolína Habsbursko-Lotrinská (č. 107)             | 15. 8. 1790 Neapol per procurationem: František II./I. Rakouský (č. 57), tohoto druhá manželka a zároveň sestřenice | urna č. 35 v Hrobce srdcí v augustiniánském kostele | urna č. 70 ve Vévodské hrobce svatoštěpánské katedrály | Římská (1792–1806) a rakouská císařovna (1804–1807). Matka Napoleonovy manželky Marie Luisy (č. 127) a císaře Ferdinanda I. Dobrotivého (č. 62). |
| 61.      | Karolína Augusta Bavorská z rodu Wittelsbachů                             | 8. 2. 1792 Mannheim    | 9. 2. 1873 Vídeň    | Maxmilián I. Josef Bavorský (1756–1825)      | Augusta Vilemína Marie Hesensko-Darmstadtská (1765–1796) | 8. 6. 1808 Mnichov: Vilém I. Württemberský (1781–1864)                                                              |                                                     |                                                        | Rakouská císařovna (1816–1835). |
| 61.      | Karolína Augusta Bavorská z rodu Wittelsbachů                             | 8. 2. 1792 Mannheim    | 9. 2. 1873 Vídeň    | Maxmilián I. Josef Bavorský (1756–1825)      | Augusta Vilemína Marie Hesensko-Darmstadtská (1765–1796) | 29. 10. 1816 Mnichov per procurationem / 10. 11. 1816 Vídeň: František I. (č. 57), tohoto čtvrtá manželka           |                                                     |                                                        | Rakouská císařovna (1816–1835). |

### Ferdinandova hrobka (Ferdinandsgruft)

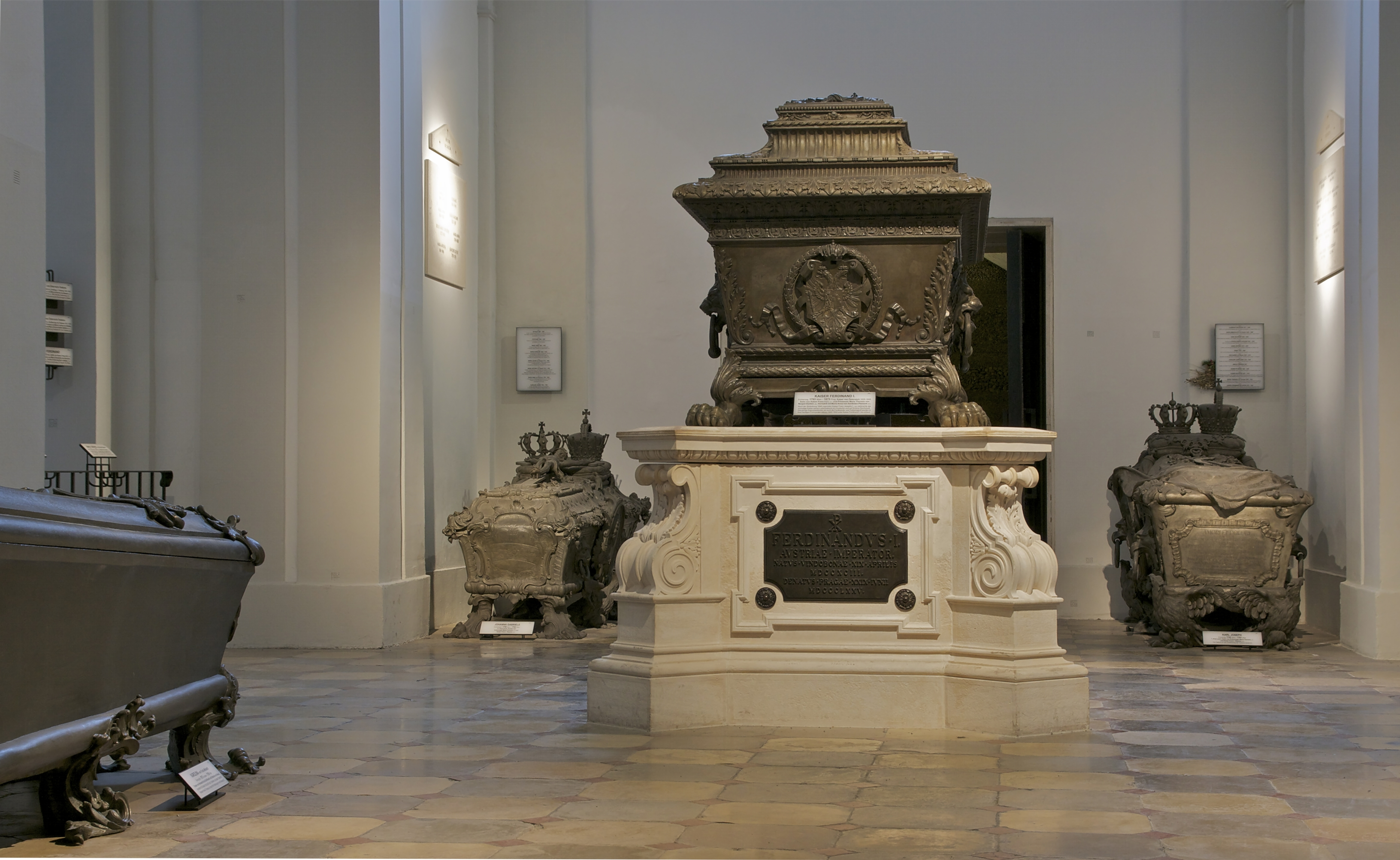
Ferdinandova hrobka

Podlouhlý pravoúhlý prostor byl zbudován na přání císaře Ferdinanda ve stylu pozdního biedermeieru z původních klášterních sklepů. Hrobka byla postavena v roce 1842 spolu s Toskánskou hrobkou v souvislosti s rekonstrukcí kláštera. Uprostřed stojí Ferdinandův sarkofág (č. 62), ve výklenku východní stěny pak sarkofág jeho ženy (č. 63). Přestože návštěvníci vidí téměř prázdnou místnost se dvěma sarkofágy císařského páru, tato hrobka ve skutečnosti obsahuje jednu čtvrtinu všech pochovaných v Císařské hrobce – 37 sarkofágů (č. 64–100). Tato úprava, která řeší nedostatek prostoru, pochází až z roku 1962. Jména pochovaných nesou 4 mramorové desky.
| Po-řa-dí | Jméno                  | Datum a místo narození | Datum a místo úmrtí | Otec                          | Matka                                   | Datum a místo svatby, choť                                                              | Srdce                                               | Vnitřnosti                                             | Poznámky                                                                                               |
| -------- | ---------------------- | ---------------------- | ------------------- | ----------------------------- | --------------------------------------- | --------------------------------------------------------------------------------------- | --------------------------------------------------- | ------------------------------------------------------ | --- |
| 62.      | Ferdinand I. Dobrotivý | 19. 4. 1793 Vídeň      | 29. 6. 1875 Praha   | František II./I. (č. 57)      | Marie Tereza Neapolsko-Sicilská (č. 60) | 12. 2. 1831 Turín per procurationem / 27. 2. 1831 Vídeň: Marie Anna Savojská (č. 63)    | urna č. 53 v Hrobce srdcí v augustiniánském kostele | urna č. 77 ve Vévodské hrobce svatoštěpánské katedrály | 2. rakouský císař (1835–1848). Duševně zaostalý, abdikoval v roce 1848, zbytek života strávil v Praze. |
| 63.      | Marie Anna Savojská    | 19. 9. 1803 Řím        | 4. 5. 1884 Praha    | Viktor Emanuel I. (1759–1824) | Marie Tereza Rakouská-Este (1773–1832)  | 12. 2. 1831 Turín per procurationem / 27. 2. 1831 Vídeň: Ferdinand I. Dobrotivý (č. 62) |                                                     |                                                        | Císařovna (1835–1848).                                                                                 |

#### Jihozápadní roh
| Po-řa-dí | Jméno                                 | Datum a místo narození    | Datum a místo úmrtí         | Otec                                                         | Matka                                                    | Datum a místo svatby, choť | Srdce                                               | Vnitřnosti                                             | Poznámky                                            |
| -------- | ------------------------------------- | ------------------------- | --------------------------- | ------------------------------------------------------------ | -------------------------------------------------------- | -------------------------- | --------------------------------------------------- | ------------------------------------------------------ | --------------------------------------------------- |
| 64.      | Alexandr Leopold Habsbursko-Lotrinský | 14. 8. 1772 Florencie     | 12. 7. 1795 Laxenburg       | Leopold II. (č. 113), tohoto 4. syn                          | Marie Ludovika Španělská (č. 114)                        |                            | urna č. 26 v Hrobce srdcí v augustiniánském kostele | urna č. 62 ve Vévodské hrobce svatoštěpánské katedrály | Uherský palatin (1790–1795). Zemřel ve věku 22 let. |
| 65.      | Marie Amálie                          | 15. 10. 1780 Florencie    | 25. 12. 1798 Vídeň          | Leopold II. (č. 113)                                         | Marie Ludovika Španělská (č. 114)                        |                            | urna č. 27 v Hrobce srdcí v augustiniánském kostele | urna č. 64 ve Vévodské hrobce svatoštěpánské katedrály | Zemřela ve věku 18 let.                             |
| 66.      | Luisa Alžběta                         | 18. 2. 1790 Vídeň         | 24. 6. 1791 Vídeň           | František II./I. (č. 57), tohoto první dcera                 | Alžběta Vilemína Württemberská (č. 59)                   |                            | urna č. 22 v Hrobce srdcí v augustiniánském kostele | urna č. 58 ve Vévodské hrobce svatoštěpánské katedrály | Zemřela mladá.                                      |
| 67.      | Marie Eleonora                        | 19. 11. 1864 Židlochovice | 9. 12. 1864 Židlochovice    | Karel Ferdinand Rakousko-Těšínský (č. 121)                   | Alžběta Františka Marie Habsbursko-Lotrinská (1831–1903) |                            |                                                     |                                                        | Zemřela mladá.                                      |
| 68.      | František Josef                       | 5. 3. 1855 Židlochovice   | 13. 3. 1855 Židlochovice    | Karel Ferdinand Rakousko-Těšínský (č. 121), tohoto první syn | Alžběta Františka Marie Habsbursko-Lotrinská (1831–1903) |                            | urna č. 47 v Hrobce srdcí v augustiniánském kostele |                                                        | Zemřel v kojeneckém věku.                           |
| 69.      | Josef František                       | 9. 4. 1799 Vídeň          | 30. 6. 1807 Laxenburg       | František II./I. Rakouský (č. 57), tohoto druhý syn          | Marie Tereza Neapolsko-Sicilská (č. 60)                  |                            | urna č. 36 v Hrobce srdcí v augustiniánském kostele | urna č. 71 ve Vévodské hrobce svatoštěpánské katedrály | Zemřel mlád.                                        |
| 70.      | Leopold Ludvík                        | 6. 6. 1823 Milán          | 24. 5. 1898 zámek Hernstein | Rainer Josef Habsbursko-Lotrinský (1783–1853)                | Alžběta Savojsko-Carignanská (1800–1856)                 |                            |                                                     |                                                        | Arcivévoda a důstojník.                             |
| 71.      | Jan Nepomuk Karel                     | 29. 8. 1805 Vídeň         | 19. 2. 1809 Vídeň           | František II./I. Rakouský (č. 57), tohoto čtvrtý syn         | Marie Tereza Neapolsko-Sicilská (č. 60)                  |                            | urna č. 37 v Hrobce srdcí v augustiniánském kostele | urna č. 72 ve Vévodské hrobce svatoštěpánské katedrály | Zemřel mlád.                                        |
| 72.      | Robert Ferdinand                      | 15. 10. 1885 Salcburk     | 2. 8. 1895 Salcburk         | Ferdinand IV. Toskánský (č. 108), tohoto desáté dítě         | Alice Bourbonsko-Parmská (1849–1935)                     |                            |                                                     |                                                        | Zemřel mlád.                                        |

#### Jihovýchodní roh
| Po-řa-dí | Jméno                   | Datum a místo narození | Datum a místo úmrtí | Otec                                          | Matka                                      | Datum a místo svatby, choť | Srdce                                               | Vnitřnosti                                             | Poznámky |
| -------- | ----------------------- | ---------------------- | ------------------- | --------------------------------------------- | ------------------------------------------ | -------------------------- | --------------------------------------------------- | ------------------------------------------------------ | --- |
| 73.      | Marie Antonie Toskánská | 10. 1. 1858 Florencie  | 13. 4. 1883 Cannes  | Ferdinand IV. Toskánský (č. 108)              | Anna Saská (1836–1859)                     |                            |                                                     |                                                        | Abatyše Tereziánského ústavu šlechtičen v Praze na Hradčanech.                                                      |
| 74.      | Marie Anna              | 27. 10. 1835           | 5. 2. 1840 Vídeň    | František Karel Habsbursko-Lotrinský (č. 135) | Žofie Bavorská (č. 137)                    |                            |                                                     |                                                        | Sestra císaře Františka Josefa I. (č. 142), zemřela v pěti letech na epileptický záchvat.                           |
| 75.      | Marie Karolína          | 6. 2. 1821             | 23. 1. 1844         | Rainer Josef Habsbursko-Lotrinský (1783–1853) | Alžběta Savojsko-Carignanská               |                            |                                                     |                                                        | |
| 76.      | Ferdinand Salvátor      | 2. 6. 1888             | 28. 7. 1891         | Karel Salvátor Rakousko-Toskánský (č. 90)     | Marie Imakuláta Neapolsko-Sicilská (č. 89) |                            |                                                     |                                                        | |
| 77.      | Rainer Salvátor         | 27. 2. 1880            | 4. 5. 1889          | Karel Salvátor Rakousko-Toskánský (č. 90)     | Marie Imakuláta Neapolsko-Sicilská (č. 89) |                            |                                                     |                                                        | |
| 78.      | Žofie Frederika         | 5. 3. 1855 Vídeň       | 29. 5. 1857 Budín   | František Josef I. (č. 142)                   | Alžběta Bavorská – Sissi (č. 143)          |                            |                                                     |                                                        | Zemřela ve dvou letech na černý kašel při cestě po Uherském království. Původně pohřbena v hrobce Františka Josefa. |
| 79.      | Karolína Ferdinanda     | 2. 8. 1793 Florencie   | 5. 1. 1802 Vídeň    | František II./I. (č. 57)                      | Marie Tereza Neapolsko-Sicilská (č. 60)    |                            | urna č. 31 v Hrobce srdcí v augustiniánském kostele | urna č. 67 ve Vévodské hrobce svatoštěpánské katedrály | |

#### Severozápadní roh
8 hrobek obsahujících 9 těl
| Po-řa-dí | Jméno                                                                                | Datum a místo narození            | Datum a místo úmrtí               | Otec                                                   | Matka                                               | Datum a místo svatby, choť | Srdce                                               | Vnitřnosti                                              | Poznámky                                                               |
| -------- | ------------------------------------------------------------------------------------ | --------------------------------- | --------------------------------- | ------------------------------------------------------ | --------------------------------------------------- | --- | --------------------------------------------------- | ------------------------------------------------------- | ---------------------------------------------------------------------- |
| 80.      | Natálie                                                                              | 12. 1. 1884 Prešpurk (Bratislava) | 23. 3. 1898 Prešpurk (Bratislava) | Bedřich Rakousko-Těšínský (1856–1936), tohoto 4. dcera | Isabela z Croy ( 1856–1931)                         | |                                                     |                                                         | Vnučka Karla Ferdinanda (č. 121).                                      |
| 81.      | Štěpánka                                                                             | 1. 5. 1886 Prešpurk (Bratislava)  | 29. 8. 1890 Ostend                | Bedřich Rakousko-Těšínský (1856–1936), tohoto 5. dcera | Isabela z Croy ( 1856–1931)                         | |                                                     |                                                         | Vnučka Karla Ferdinanda (č. 121).                                      |
| 82.      | Marie Anna                                                                           | 8. 6. 1804 Vídeň                  | 28. 12. 1858 zámek Hetzendorf     | František II./I. (č. 57)                               | Marie Tereza Neapolsko-Sicilská (č. 60)             | | urna č. 48 v Hrobce srdcí v augustiniánském kostele |                                                         |                                                                        |
| 83.      | Marie Karolína                                                                       | 10. 9. 1825 Vídeň                 | 17. 7. 1915 Baden u Vídně         | Karel Ludvík Rakousko-Těšínský (č. 122)                | Jindřiška Nasavsko-Weilburská (č. 123–124)          | 21. 2. 1852: Rainer Ferdinand Habsbursko-Lotrinský (č. 110) |                                                     |                                                         | Abatyše Tereziánského ústavu šlechtičen na Pražském hradě (1844–1852). |
| 84.      | Louisa Marie Neapolsko-Sicilská z rodu Bourbonů a její mrtvě narozený bezejmenný syn | 27. 7. 1773 Neapol                | 19. 9. 1802 Vídeň                 | Ferdinand I. Neapolsko-Sicilský (1751–1825)            | Marie Karolína Habsbursko-Lotrinská (č. 107)        | 15. 8. 1790 Neapol per procurationem / 19. 9. 1790 Vídeň: Ferdinand III. Toskánský (1769–1824), toskánský velkovévoda (1790–1801 a 1814–1824), tohoto 1. manželka | urna č. 32 v Hrobce srdcí v augustiniánském kostele | urna č. 68 ve Vévodské hrobce svatoštěpánské katedrály  |                                                                        |
| 85.      | Marie Antonie Neapolsko-Sicilská z rodu Bourbonů                                     | 19. 12. 1814 Palermo              | 7. 11. 1898 Gmunden               | František I. Neapolsko-Sicilský (1777–1830)            | Marie Isabela Španělská (1789–1848) z rodu Bourbonů | 7. 6. 1833: Leopold II. Toskánský (č. 109), tohoto 2. manželka |                                                     |                                                         |                                                                        |
| 86.      | Marie Ferdinanda Saská z rodu Wettinů                                                | 27. 4. 1796 Drážďany              | 3. 1. 1865 Brandýs nad Labem      | Maxmilián Saský (1759–1838)                            | Karolína Bourbonsko-Parmská (1770–1804)             | 6. 5. 1821 Florencie: Ferdinand III. Toskánský (1769–1824), toskánský velkovévoda (1790–1801 a 1814–1824), tohoto 2. manželka                                     | urna č. 51 v Hrobce srdcí v augustiniánském kostele |                                                         |                                                                        |
| 87.      | Karolína Louisa                                                                      | 9. 12. 1795 Vídeň                 | 30. 6. 1799 zámek Hetzendorf      | František II./I. (č. 57)                               | Marie Tereza Neapolsko-Sicilská (č. 60)             | | urna č. 29 v Hrobce srdcí v augustiniánském kostele | urna č. 65 ve Vévodské hrobce svatoštěpánské katedrály. | Nedospělá dcera císaře.                                                |

#### Severovýchodní roh
13 hrobek - především toskánská linie
| Po-řa-dí | Jméno                                              | Datum a místo narození      | Datum a místo úmrtí                  | Otec                                         | Matka                                              | Datum a místo svatby, choť                                           | Srdce                                               | Vnitřnosti                                             | Poznámky |
| -------- | -------------------------------------------------- | --------------------------- | ------------------------------------ | -------------------------------------------- | -------------------------------------------------- | -------------------------------------------------------------------- | --------------------------------------------------- | ------------------------------------------------------ | --- |
| 88.      | Albrecht Salvátor                                  | 22. 11. 1871 Stará Boleslav | 27. 2. 1896 Gries u Bolzana          | Karel Salvátor Rakousko-Toskánský (č. 90)    | Marie Imakuláta Neapolsko-Sicilská (č. 89)         |                                                                      |                                                     |                                                        | C. k. důstojník, v roce 1894 byl povýšen na rytmistra. Zemřel na tuberkulózu. |
| 89.      | Marie Imakuláta Neapolsko-Sicilská z rodu Bourbonů | 14. 4. 1844 Neapol          | 18. 2. 1899 Vídeň                    | Ferdinand II. Neapolsko-Sicilský (1810–1859) | Marie Terezie Habsburská (1816–1867)               | 1861 Řím: Karel Salvátor Rakousko-Toskánský (č. 90)                  |                                                     |                                                        | |
| 90.      | Karel Salvátor Rakousko-Toskánský                  | 30. 4. 1839 Florencie       | 18. 1. 1892 Vídeň                    | Leopold II. Toskánský (č. 109)               | Marie Antonie Neapolsko-Sicilská (č. 85)           | 1861 Řím: Marie Imakuláta Neapolsko-Sicilská z rodu Bourbonů (č. 89) |                                                     |                                                        | |
| 91.      | Leopold Maria Alfons Rakousko-Toskánský            | 30. 1. 1897 Záhřeb          | 14. 3. 1958 Willimantic, Connecticut | Leopold Salvátor Rakousko-Toskánský (č. 132) | Blanka Bourbonsko-Kastilská (1868–1949)            | 1919: Dagmar Nicolis-Podrinie z Wolfenau (1898–1971)                 |                                                     |                                                        | Urna s popelem. Za první světové války bojoval jako poručík na italské frontě. |
| 91.      | Leopold Maria Alfons Rakousko-Toskánský            | 30. 1. 1897 Záhřeb          | 14. 3. 1958 Willimantic, Connecticut | Leopold Salvátor Rakousko-Toskánský (č. 132) | Blanka Bourbonsko-Kastilská (1868–1949)            | USA: Alice Coburnová                                                 |                                                     |                                                        | Urna s popelem. Za první světové války bojoval jako poručík na italské frontě. |
| 92.      | Marie Antonie                                      | 18. 4. 1874 Vídeň           | 14. 1. 1891 Arco                     | Karel Salvátor Rakousko-Toskánský (č. 90)    | Marie Imakuláta Neapolsko-Sicilská (č. 89)         |                                                                      |                                                     |                                                        | Arcivévodkyně rakouská. |
| 93.      | Arnošt                                             | 8. 8. 1824 Milán            | 4. 4. 1899 Arco                      | Rainera Josefa (1783–1853)                   | Alžběta Savojská (1800–1856)                       |                                                                      |                                                     |                                                        | Bojoval v bitvě u Hradce Králové, c. k. generál jezdectva a honores (1867). |
| 94.      | Adéla Augusta Bavorská z rodu Wittelsbachů         | 19. 3. 1823 Würzburg        | 28. 10. 1914 Würzburg                | Ludvík I. Bavorský (1786–1868)               | Tereza Sasko-Hildburghausenská (1792–1854)         | 1842: František V. Modenský (č. 101)                                 |                                                     |                                                        | |
| 95.      | Karolína Leopoldina                                | 8. 6. 1794 Vídeň            | 16. 3. 1795 Vídeň                    | František II./I. (č. 57)                     | Marie Tereza Neapolsko-Sicilská (č. 60)            |                                                                      | urna č. 25 v Hrobce srdcí v augustiniánském kostele | urna č. 61 ve Vévodské hrobce svatoštěpánské katedrály | Nedospělá dcera císaře. |
| 96.      | Amálie Terezie                                     | 6. 4. 1807 Vídeň            | 7. 4. 1807 Vídeň                     | Františka II./I. (č. 57)                     | Marie Tereza Neapolsko-Sicilská (č. 60)            |                                                                      |                                                     |                                                        | Přežila pouhý jeden den. |
| 97.      | Henrieta Marie                                     | 20. 2. 1884 Vídeň           | 13. 8. 1886 Traunkirchen             | Karel Salvátor Rakousko-Toskánský (č. 90)    | Marie Imakuláta Neapolsko-Sicilská (č. 89)         |                                                                      |                                                     |                                                        | |
| 98.      | Ludvík Salvátor Toskánský                          | 4. 8. 1847 Florencie        | 12. 10. 1915 Brandýs nad Labem       | Leopold II. Toskánský (č. 109)               | Marie Antonie Neapolsko-Sicilská (č. 85)           |                                                                      |                                                     |                                                        | |
| 99.      | Marie Tereza Portugalská z rodu Braganza           | 24. 8. 1855 Kleinheubach    | 12. 2. 1944 Vídeň                    | Michal I. Portugalský (1802–1866)            | Adelaida Löwenstein-Wertheim-Rosenberg (1831–1909) | 1873: Karel Ludvík Rakousko-Uherský (č. 138), tohoto třetí manželka  |                                                     |                                                        | Manžel byl o 22 let starší. Přežila ho o 48 let. Po smrti korunního prince Rudolfa (č. 144) byl její manžel následníkem trůnu a ona vykonávala své reprezentační povinnosti zanedbávané stále cestující císařovnou Alžbětou – Sissi (č. 143), dokud se její ženatý nevlastní syn František Ferdinand d'Este (č. x863) nestal následníkem trůnu. Během 1. světové války pracovala jako zdravotní sestra. Doprovodila posledního císaře Karla I. (č. x887) do exilu na Madeiru, ale dožila ve Vídni. |
| 100.     | Josef Ferdinand Toskánský                          | 24. 5. 1872 Salcburk        | 28. 2. 1942 Vídeň                    | Ferdinand IV. Toskánský (č. 108)             | Alice Bourbonsko-Parmská (1849–1935)               | 1921–1928 (rozvod): Rosa Kaltenbrunner (1878–1929)                   |                                                     |                                                        | Obě manželství byla morganatická. |
| 100.     | Josef Ferdinand Toskánský                          | 24. 5. 1872 Salcburk        | 28. 2. 1942 Vídeň                    | Ferdinand IV. Toskánský (č. 108)             | Alice Bourbonsko-Parmská (1849–1935)               | 1929: Gertruda Tomanek (1902–1997)                                   |                                                     |                                                        | Obě manželství byla morganatická. |

### Toskánská hrobka (Toskana-Gruft)
Vybudována v souvislosti s Ferdinandovou hrobkou v letech 1840–1842. Jednoduchý pravoúhlý prostor s prostými nezdobenými sarkofágy vyrovnanými v řadách.
| Po-řa-dí | Jméno                                    | Datum a místo narození         | Datum a místo úmrtí         | Otec                                          | Matka                                   | Datum a místo svatby, choť | Srdce                                               | Vnitřnosti                                             | Poznámky |
| -------- | ---------------------------------------- | ------------------------------ | --------------------------- | --------------------------------------------- | --------------------------------------- | --- | --------------------------------------------------- | ------------------------------------------------------ | --- |
| 101.     | František V. z větve Rakouští-Este       | 1. 6 . 1819 Modena             | 20. 11. 1875 Vídeň          | František IV. Modenský (1779–1846)            | Marie Beatrice Savojská (1792–1840)     | 1842: Adéla Augusta Bavorská (č. 94)                                                                                           |                                                     |                                                        | Vévoda modenský (1846–1859), v roce 1859 zbaven trůnu. |
| 102.     | Ferdinand Karel                          | 25. 4. 1781 Milán              | 5. 11. 1850 Ebenzweier      | Ferdinand Karel Habsbursko-Lotrinský (č. 105) | Marie Beatrice d'Este (č. 106)          | | urna č. 46 v Hrobce srdcí v augustiniánském kostele |                                                        | Polní maršál. |
| 103.     | Antonín Viktor                           | 31. 8. 1779 Florencie          | 2. 4. 1835 Vídeň            | Leopold II. (č. 113), tohoto 8. syn           | Marie Ludovika Španělská (č. 114)       | | urna č. 44 v Hrobce srdcí v augustiniánském kostele |                                                        | 54. velmistr řádu německých rytířů (1804–1835). |
| 104.     | Ludvík Josef                             | 13. 12. 1784 Florencie         | 21. 12. 1864 Vídeň          | Leopold II. (č. 113)                          | Marie Ludovika Španělská (č. 114)       | | urna č. 50 v Hrobce srdcí v augustiniánském kostele |                                                        | Vedl státní záležitosti za Ferdinanda I. Dobrotivého (č. 62) v letech 1835–1848. |
| 105.     | Ferdinand Karel d'Este                   | 1. 6. 1754 Vídeň               | 24. 12. 1806 Vídeň          | František I. Štěpán Lotrinský (č. 56)         | Marie Terezie (č. 55), této 4. syn      | 15. 10. 1771 Milán: Marie Beatrice d'Este (č. 106)                                                                             | urna č. 34 v Hrobce srdcí v augustiniánském kostele | urna č. 69 ve Vévodské hrobce svatoštěpánské katedrály | Generální guvernér rakouské Lombardie, zakladatel větve Rakouští-Este. |
| 106.     | Marie Beatrix d'Este                     | 7. 4. 1750 Modena              | 14. 11. 1829 Vídeň          | Herkules III. d'Este (1727–1803)              | Marie Tereza Cybo-Malaspina (1725–1790) | 15. 10. 1771 Milán: Ferdinand Karel d'Este (č. 105)                                                                            |                                                     |                                                        | |
| 107.     | Marie Karolína                           | 13. 8. 1752 Schönbrunn, Vídeň  | 8. 9. 1814 zámek Hetzendorf | František I. Štěpán Lotrinský (č. 56)         | Marie Terezie (č. 55)                   | 7. 4. 1768 : Ferdinand I. Neapolsko-Sicilský (1751–1825), 1. král Obojí Sicílie (1816–1823), jako král neapolský Ferdinand IV. | urna č. 38 v Hrobce srdcí v augustiniánském kostele | urna č. 73 ve Vévodské hrobce svatoštěpánské katedrály | Neapolská a sicilská královna. |
| 108.     | Ferdinand IV.                            | 10. 6. 1835 Florencie          | 17. 1. 1908 Salcburk        | Leopold II. Toskánský (č. 109)                | Marie Antonie Sicilská (č. 85)          | 24. 11. 1856 Drážďany: Anna Marie Saská (1836–1859)                                                                            |                                                     |                                                        | velkovévoda toskánský (1859–1860) |
| 108.     | Ferdinand IV.                            | 10. 6. 1835 Florencie          | 17. 1. 1908 Salcburk        | Leopold II. Toskánský (č. 109)                | Marie Antonie Sicilská (č. 85)          | 1868 Frohsdorf: Alice Bourbonsko-Parmská (1849–1935)                                                                           |                                                     |                                                        | velkovévoda toskánský (1859–1860) |
| 109.     | Leopold II. Toskánský                    | 3. 10. 1797 Florencie          | 29. 1. 1870 Řím             | Ferdinand III. Toskánský (1769–1824)          | Luisa Marie Neapolsko-Sicilská (č. 84)  | 16. 11. 1817: Marie Anna Saská (1799–1832)                                                                                     |                                                     |                                                        | Velkovévoda toskánský (1824–1849 a 1849–1859), byl považován za pokrokového knížete Itálie, byl však v roce 1859 vyhnán. |
| 109.     | Leopold II. Toskánský                    | 3. 10. 1797 Florencie          | 29. 1. 1870 Řím             | Ferdinand III. Toskánský (1769–1824)          | Luisa Marie Neapolsko-Sicilská (č. 84)  | 7. 6. 1833: Marie Antonie Sicilská (č. 85)                                                                                     |                                                     |                                                        | Velkovévoda toskánský (1824–1849 a 1849–1859), byl považován za pokrokového knížete Itálie, byl však v roce 1859 vyhnán. |
| 110.     | Rainer Ferdinand                         | 11. 1. 1827 Milán              | 27. 1. 1913 Vídeň           | Rainer Josef (č. x783)                        | Alžběta Savojská (1800–1856)            | 21. 2. 1852: Marie Karolína (č. 83)                                                                                            |                                                     |                                                        | Velký sběratel starověkých rukopisů, jeho sbírka čítající na 100 tisíc kusů se stala základem pro Papyrové muzeum Rakouské národní knihovny. |
| 111.     | Albert Sasko-Těšínský z rodu Wettinů     | 11. 7. 1738 Moritzburg         | 10. 2. 1822 Vídeň           | August III. Polský (1696–1763)                | Marie Josefa Habsburská (1699–1757)     | 8. 4. 1766 zámek Hof: Marie Kristina Habsbursko-Lotrinská (č. 112)                                                             | urna č. 40 v Hrobce srdcí v augustiniánském kostele | urna č. 75 ve Vévodské hrobce svatoštěpánské katedrály | Vévoda sasko-těšínský. Muzeum Albertina, které se nachází v jeho bývalém paláci, je pojmenováno po něm, protože jeho sbírky tvoří jádro muzea. |
| 112.     | Marie Kristýna, zvaná "Mimi"             | 3. 5. 1742 Vídeň               | 24. 6. 1798 Vídeň           | František I. Štěpán Lotrinský (č. 56)         | Marie Terezie (č. 55)                   | 8. 4. 1766 zámek Hof: Albert Kazimír Sasko-Těšínský (č. 111)                                                                   | urna č. 28 v Hrobce srdcí v augustiniánském kostele | urna č. 63 ve Vévodské hrobce svatoštěpánské katedrály | Oblíbená dcera Marie Terezie. Její monumentální klasicistní kenotaf od Antonia Canovy ve tvaru pyramidy se nachází v lodi augustiniánského kostela. Zemřela ve věku 56 let.                                                                        |
| 113.     | Leopold II.                              | 5. 5. 1747 Vídeň               | 1. 3. 1792 Vídeň            | František I. Štěpán Lotrinský (č. 56)         | Marie Terezie (č. 55)                   | 16. 2. 1764 Madrid per procurationem / 5. 8. 1764 Innsbruck: Marie Ludovika Španělská (č. 24)                                  | urna č. 23 v Hrobce srdcí v augustiniánském kostele | urna č. 59 ve Vévodské hrobce svatoštěpánské katedrály | Římský císař (1790–1792), většinu své kariéry prožil ve Florencii jako velkovévoda toskánský (1765–1790). Zemřel ve věku 44 let. Jeho kenotaf (prázdný náhrobek) od Franze Antona Zaunera se nachází v kapli sv. Jiří v augustiniánském kostele.   |
| 114.     | Marie Ludovika Španělská z rodu Bourbonů | 24. 11. 1745 Portici, Kampánie | 15. 5. 1792 Vídeň           | Karel III. Španělský (1716–1788)              | Marie Amálie Saská (1724–1760)          | 16. 2. 1764 Madrid per procurationem / 5. 8. 1764 Innsbruck: Leopold II. (č. 113)                                              | urna č. 24 v Hrobce srdcí v augustiniánském kostele | urna č. 60 ve Vévodské hrobce svatoštěpánské katedrály | Velkovévodkyně toskánská (1765–1790), císařovna (1790–1792), matka šestnácti dětí, mezi nimi císaře Františka II./I. (č. 57) a arcivévody Karla Ludvíka (č. 122), vítěze od Aspern (1809). Zemřela ve věku 46 let, manžela přežila jen o 2 měsíce. |

### Nová hrobka (Neue Gruft)

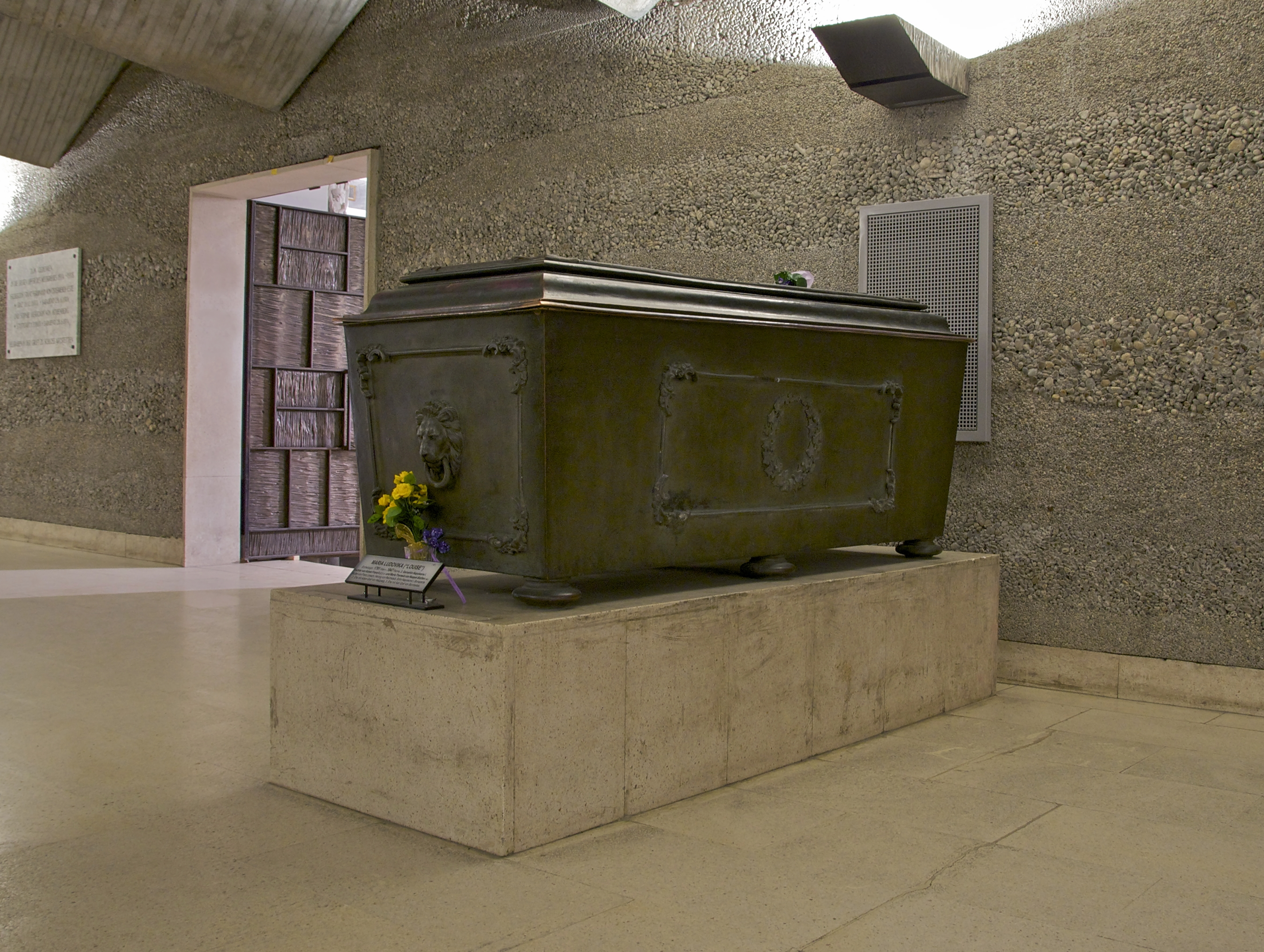
Sarkofág Marie Luisy, manželky Napoleona I.

Vybudována v 60. letech 20. století. Jedná se o poměrně nízký prostor s betonovými stěnami. Levá užší strana je vyhrazena církevním hodnostářům, pravá strana rodičům a příbuzným Františka Josefa I. Místo v čele zaujímá sarkofág Marie Luisy (č. 127), 2. Napoleonovy manželky.
Na stěně je pamětní deska "prvním obětem Světové války 1914–1918", arcivévodovi Františku Ferdinandovi d'Este (č. x 863) a jeho ženě Žofii, vévodkyni z Hohenbergu (č. x868). Protože zde Žofie nemohla být pohřbena, pár byl pohřben v kryptě zámku Artstetten. Na desce je nápis v němčině: Zum Gedenken an die ersten Opfer des Weltkrieges 1914–1918 Erzherzog Franz Ferdinand von Österreich-Este * Graz 18. 12. 1863 + Sarajevo 28. 6. 1914 und Sophie Herzogin von Hohenberg * Stuttgart 1. 3. 1868 + Sarajevo 28. 6. 1914. Begraben in der Gruft zu Schloss Artstetten.
| Po-řa-dí | Jméno                                              | Datum a místo narození            | Datum a místo úmrtí                       | Otec                                                          | Matka                                                  | Datum a místo svatby, choť                                                                              | Srdce                                               | Vnitřnosti                                             | Poznámky |
| -------- | -------------------------------------------------- | --------------------------------- | ----------------------------------------- | ------------------------------------------------------------- | ------------------------------------------------------ | --- | --------------------------------------------------- | ------------------------------------------------------ | --- |
| 115.     | Leopold Vilém Habsburský                           | 6. 1. 1614 Štýrský Hradec         | 20. 11. 1662 Vídeň                        | Ferdinand II. Štýrský (č. x578), tohoto druhý syn             | Marie Anna Bavorská (1574–1616)                        | | urna č. 5 v Hrobce srdcí v augustiniánském kostele  | urna č. 23 ve Vévodské hrobce svatoštěpánské katedrály | Biskup pasovský (1625–1662), biskup štrasburský (1626–1662), biskup olomoucký (1638–1662), biskup vratislavský (1656–1662), 45. velmistr řádu německých rytířů (1641–1662), úspěšný vojevůdce třicetileté války, místodržící habsburského Nizozemí (1647–1656), velký sběratel umění. |
| 116.     | Karel Josef                                        | 7. 8. 1649 Vídeň                  | 27. 1. 1664 Linec                         | Ferdinand III. Habsburský (č. 27)                             | Marie Leopoldina Tyrolská (1632–1649) z rodu Habsburků | |                                                     | urna č. 24 ve Vévodské hrobce svatoštěpánské katedrály | Ve svých 13 letech 46. velmistr řádu německých rytířů (1662–1664, nastoupil po svém strýci Leopoldu Vilémovi (č. 115)), biskup pasovský (1662–1664), biskup vratislavský (1663–1664), biskup olomoucký (1663–1664). Sbírka, kterou zdědil po svém strýci (č. 115) se stala základem pro Uměleckohistorické muzeum (Kunsthistorisches Museum) ve Vídni. Zemřel ve věku 14 let. Matka zemřela po jeho porodu. |
| 117.     | Karel Josef Lotrinský                              | 24. 11. 1680 Vídeň                | 4. 12. 1715 Vídeň                         | Karel V. Lotrinský (1643–1690)                                | Eleonora Marie Josefa Habsburská (č. 18)               | |                                                     |                                                        | Princ lotrinský, biskup olomoucký (1695–1711), biskup osnabrücký (1698–1715), kurfiřt-arcibiskup trevírský (1711–1715). |
| 118.     | Maxmilián František Habsbursko-Lotrinský           | 8. 12. 1756 Vídeň                 | 26. 7. 1801 zámek Hetzendorf              | František I. Štěpán Lotrinský (č. 56)                         | Marie Terezie (č. 55), této nejmladší syn              | | urna č. 30 v Hrobce srdcí v augustiniánském kostele | urna č. 66 ve Vévodské hrobce svatoštěpánské katedrály | 53. velmistr řádu německých rytířů (1780–1801), arcibiskup kolínský (1784–1801). |
| 119.     | Rudolf Jan Habsbursko-Lotrinský                    | 9. 1. 1788 Florencie              | 23. 7. 1831 Baden                         | Leopold II. (č. 113)                                          | Marie Ludovika Španělská (č. 114)                      | | v kryptě katedrály sv. Václava v Olomouci           |                                                        | Kardinál (1820), 3. arcibiskup olomoucký (1819–1831), příznivec Ludwiga van Beethovena. |
| 120.     | Vilém Rakousko-Těšínský                            | 21. 4. 1827 Vídeň                 | 29. 7. 1894 Weikersdorf, Dolní Rakousy    | Karel Ludvík Rakousko-Těšínský (č. 122), tohoto nejmladší syn | Jindřiška Nasavsko-Weilburská (č. 123–124)             | |                                                     |                                                        | 56. velmistr řádu německých rytířů (1863–1894). |
| 121.     | Karel Ferdinand Rakousko-Těšínský                  | 29. 7. 1818 Vídeň                 | 20. 11. 1874 Židlochovice                 | Karel Ludvík Rakousko-Těšínský (č. 122)                       | Jindřiška Nasavsko-Weilburská (č. 123–124)             | 1854: Alžběta Františka Marie Habsbursko-Lotrinská (1831–1903)                                          |                                                     |                                                        | Těšínský princ. |
| 122.     | Karel Ludvík Rakousko-Těšínský                     | 5. 9. 1771 Florencie              | 30. 4. 1847 Vídeň                         | Leopold II. (č. 113), tohoto třetí syn                        | Marie Ludovika Španělská (č. 114)                      | 17. 9. 1815: Jindřiška Nasavsko-Weilburská (č. 123–124)                                                 | urna č. 45 v Hrobce srdcí v augustiniánském kostele |                                                        | Vévoda těšínský, vítěz od Aspern (1809). |
| 123.     | Henrietta (Jindřiška) Nasavsko-Weilburská          | 30. 10. 1797 Bayreuth             | 29. 12. 1829 Vídeň                        | Fridrich Vilém Nasavsko-Weilburský (1768–1816)                | Luisa Isabela z Kirchbergu (1772–1827)                 | 17. 9. 1815: Karel Ludvík Rakousko-Těšínský (č. 122)                                                    | urna č. 124                                         | urna č. 124                                            | Protestantka. Zpopularizovala ve Vídni vánoční strom. Společná urna na srdce a vnitřnosti stojí před rakví. |
| 124.     | Henrietta (Jindřiška) Nasavsko-Weilburská          | 30. 10. 1797 Bayreuth             | 29. 12. 1829 Vídeň                        | Fridrich Vilém Nasavsko-Weilburský (1768–1816)                | Luisa Isabela z Kirchbergu (1772–1827)                 | 17. 9. 1815: Karel Ludvík Rakousko-Těšínský (č. 122)                                                    | urna se srdcem zde                                  | urna s vnitřnostmi zde                                 | Protestantka. Zpopularizovala ve Vídni vánoční strom. Společná urna na srdce a vnitřnosti stojí před rakví. |
|          | Henrietta (Jindřiška) Nasavsko-Weilburská          | 30. 10. 1797 Bayreuth             | 29. 12. 1829 Vídeň                        | Fridrich Vilém Nasavsko-Weilburský (1768–1816)                | Luisa Isabela z Kirchbergu (1772–1827)                 | 17. 9. 1815: Karel Ludvík Rakousko-Těšínský (č. 122)                                                    | urna se srdcem zde                                  | urna s vnitřnostmi zde                                 | Protestantka. Zpopularizovala ve Vídni vánoční strom. Společná urna na srdce a vnitřnosti stojí před rakví. |
| 125.     | Rudolf František                                   | 25. 9. 1822 Vídeň                 | 24. 10. 1822 Vídeň                        | Karel Ludvík Rakousko-Těšínský (č. 122)                       | Jindřiška Nasavsko-Weilburská (č. 123–124)             | | urna č. 41 v Hrobce srdcí v augustiniánském kostele |                                                        | Nedospělý syn. |
| 126.     | Maxmilián I. Mexický                               | 6. 7. 1832 Schönbrunn, Vídeň      | 19. 6. 1867 Santiago de Querétaro, Mexiko | František Karel Habsbursko-Lotrinský (č. 135)                 | Žofie Frederika Bavorská (č. 137)                      | 27. 7. 1857 Brusel: Charlotta Belgická z rodu Sasko-Koburg-Gotha                                        |                                                     |                                                        | Císař mexický (1864–1867), bratr rakouského císaře Františka Josefa I. (č. 142), popraven republikánskými povstalci v Querétaru. |
| 127.     | Marie Luisa                                        | 12. 12. 1791 Vídeň                | 17. 12. 1847 Parma                        | František II./I. (č. 57)                                      | Marie Tereza Neapolsko-Sicilská (č. 60)                | 2. 4. 1810 Paříž: Napoleon I. Bonaparte (1769–1821)                                                     |                                                     |                                                        | Francouzská císařovna (1810–1814), vévodkyně z Parmy, Piacenzy a Guastally (1814–1847). |
| 127.     | Marie Luisa                                        | 12. 12. 1791 Vídeň                | 17. 12. 1847 Parma                        | František II./I. (č. 57)                                      | Marie Tereza Neapolsko-Sicilská (č. 60)                | 1821: Adam Albert Neipperg (1775–1829)                                                                  |                                                     |                                                        | Francouzská císařovna (1810–1814), vévodkyně z Parmy, Piacenzy a Guastally (1814–1847). |
| 127.     | Marie Luisa                                        | 12. 12. 1791 Vídeň                | 17. 12. 1847 Parma                        | František II./I. (č. 57)                                      | Marie Tereza Neapolsko-Sicilská (č. 60)                | 17. 2. 1834: Charles-René de Bombelles (1785–1856)                                                      |                                                     |                                                        | Francouzská císařovna (1810–1814), vévodkyně z Parmy, Piacenzy a Guastally (1814–1847). |
| 128.     | Albrecht                                           | 3. 8. 1817 Vídeň                  | 18. 2. 1895 Arco                          | Karel Ludvík Rakousko-Těšínský (č. 122)                       | Jindřiška Nasavsko-Weilburská (č. 123–124)             | 1844 Mnichov: Hildegarda Luisa Bavorská (č. 129)                                                        |                                                     |                                                        | Vítěz od Custozzy (1866). |
| 129.     | Hildegarda Luisa Bavorská z rodu Wittelsbachů      | 10. 6. 1825 Würzburg              | 2. 4. 1864 Vídeň                          | Ludvíka I. (1786–1868), bavorský král (1825–1848)             | Tereza Sasko-Hildburghausenská (1792–1854)             | 1844 Mnichov: Albrecht Fridrich Rakousko-Těšínský (1817–1895)                                           | urna č. 49 v Hrobce srdcí v augustiniánském kostele |                                                        | |
| 130.     | Matylda                                            | 25. 1. 1849 Vídeň                 | 6. 6. 1867 zámek Hetzendorf               | Albrecht Fridrich Rakousko-Těšínský (č. 128)                  | Hildegarda Luisa Bavorská (č. 129)                     | | urna č. 52 v Hrobce srdcí v augustiniánském kostele |                                                        | |
| 131.     | Karel Albert                                       | 1847                              | 1848                                      | Albrecht Fridrich Rakousko-Těšínský (č. 128)                  | Hildegarda Luisa Bavorská (č. 129)                     | |                                                     |                                                        | Nedospělý syn. |
| 132.     | Leopold Salvátor Rakousko-Toskánský                | 15. 10. 1863 Brandýs nad Labem    | 4. 9. 1931 Vídeň                          | Karel Salvátor Rakousko-Toskánský (č. 90)                     | Marie Imakuláta Neapolsko-Sicilská (č. 89)             | 1889 Frohsdorf: Blanka Bourbonsko-Kastilská (1868–1949)                                                 |                                                     |                                                        | |
| 133.     | Rainer Karel                                       | 21. 11. 1895 Záhřeb               | 25. 5. 1930 Vídeň                         | Leopold Salvátor Rakousko-Toskánský (č. 132)                  | Blanka Bourbonsko-Kastilská (1868–1949)                | |                                                     |                                                        | |
| 134.     | Markéta Karolína Saská z rodu Wettinů              | 24. 5. 1840 Drážďany              | 15. 9. 1858 Monza                         | Jan I. Saský (1801–1873)                                      | Amálie Augusta Bavorská (1801–1877)                    | 4. 11. 1856 Drážďany: Karel Ludvík Rakousko-Uherský (č. 138)                                            |                                                     |                                                        | |
| 135.     | František Karel Habsbursko-Lotrinský               | 17. 12. 1802 Vídeň                | 8. 3. 1878 Vídeň                          | František II./I. (č. 57), tohoto třetí syn                    | Marie Tereza Neapolsko-Sicilská (č. 60)                | 4. 11. 1824 Vídeň: Žofie Frederika Bavorská (č. 137)                                                    | urna č. 54 v Hrobce srdcí v augustiniánském kostele | urna č. 78 ve Vévodské hrobce svatoštěpánské katedrály | Otec císaře Františka Josefa I. (č. 142). Byl posledním Habsburkem, jehož ostatky byly po starém zvyku rozděleny a pohřbeny na třech různých místech. |
| 136.     | nepojmenovaný syn                                  | 1840                              | 1840                                      | František Karel Habsbursko-Lotrinský (č. 135)                 | Žofie Frederika Bavorská (č. 137)                      | |                                                     |                                                        | Nedospělý syn. |
| 137.     | Žofie Frederika Bavorská z rodu Wittelsbachů       | 27. 1. 1805 Mnichov               | 28. 5. 1872 Vídeň                         | Maxmilián I. Josef Bavorský (1756–1825)                       | Karolína Frederika Vilemína Bádenská (1776–1841)       | 4. 11. 1824 Vídeň: Františka Karla (č. 135)                                                             |                                                     |                                                        | Matka císaře Františka Josefa I. (č. 142). |
| 138.     | Karel Ludvík                                       | 30. 7. 1833 Schönbrunn, Vídeň     | 19. 5. 1896 Vídeň                         | František Karel Habsbursko-Lotrinský (č. 135)                 | Žofie Frederika Bavorská (č. 137)                      | 4. 11. 1856 Drážďany: Markéta Karolína Saská (č. 134)                                                   |                                                     |                                                        | Otec Františka Ferdinanda d'Este (č. x863), zavražděného v Sarajevu v roce 1914. |
| 138.     | Karel Ludvík                                       | 30. 7. 1833 Schönbrunn, Vídeň     | 19. 5. 1896 Vídeň                         | František Karel Habsbursko-Lotrinský (č. 135)                 | Žofie Frederika Bavorská (č. 137)                      | 16. 10 1862 Řím per procurationem / 21. 10. 1862 Benátky: Marie Annunziata Neapolsko-Sicilská (č. 139)  |                                                     |                                                        | Otec Františka Ferdinanda d'Este (č. x863), zavražděného v Sarajevu v roce 1914. |
| 138.     | Karel Ludvík                                       | 30. 7. 1833 Schönbrunn, Vídeň     | 19. 5. 1896 Vídeň                         | František Karel Habsbursko-Lotrinský (č. 135)                 | Žofie Frederika Bavorská (č. 137)                      | 1873: Marie Tereza Portugalská (č. 99)                                                                  |                                                     |                                                        | Otec Františka Ferdinanda d'Este (č. x863), zavražděného v Sarajevu v roce 1914. |
| 139.     | Marie Anunciata Neapolsko-Sicilská z rodu Bourbonů | 24. 3. 1843 zámek Caserta, Itálie | 4. 5. 1871 Vídeň                          | Ferdinand II. Neapolsko-Sicilský (1810–1859)                  | Marie Terezie Izabela Rakouská (1816–1867)             | 16. 10 1862 Řím per procurationem / 21. 10. 1862 Benátky: Karla Ludvíka (č. 138), tohoto druhá manželka |                                                     |                                                        | Matka Františka Ferdinanda d'Este (č. x863). |
| 140.     | Ota, zvaný krásný Ota nebo krásný arcivévoda,      | 21. 4. 1865 Štýrský Hradec        | 1. 11. 1906 Vídeň                         | Karel Ludvík Rakousko-Uherský (č. 138)                        | Marie Anunciata Neapolsko-Sicilská (č. 139)            | 2. 10. 1886 Drážďany: Marie Josefa Saská (č. 140)                                                       |                                                     |                                                        | Otec císaře Karla I. (č. x887). Svobodomyslný arcivévoda, který zemřel na syfilis. |
| 141.     | Marie Josefa Saská z rodu Wettinů                  | 31. 5. 1867 Drážďany              | 28. 5. 1944 zámek Wildenwart              | Jiří I. Saský (1832–1904)                                     | Marie Anna Portugalská (1843–1884)                     | 2. 10. 1886 Drážďany: Ota Rakousko-Uherský (č. 140)                                                     |                                                     |                                                        | Matka císaře Karla I. (č. x887). |

### Hrobka Františka Josefa (Franz-Josephs-Gruft)

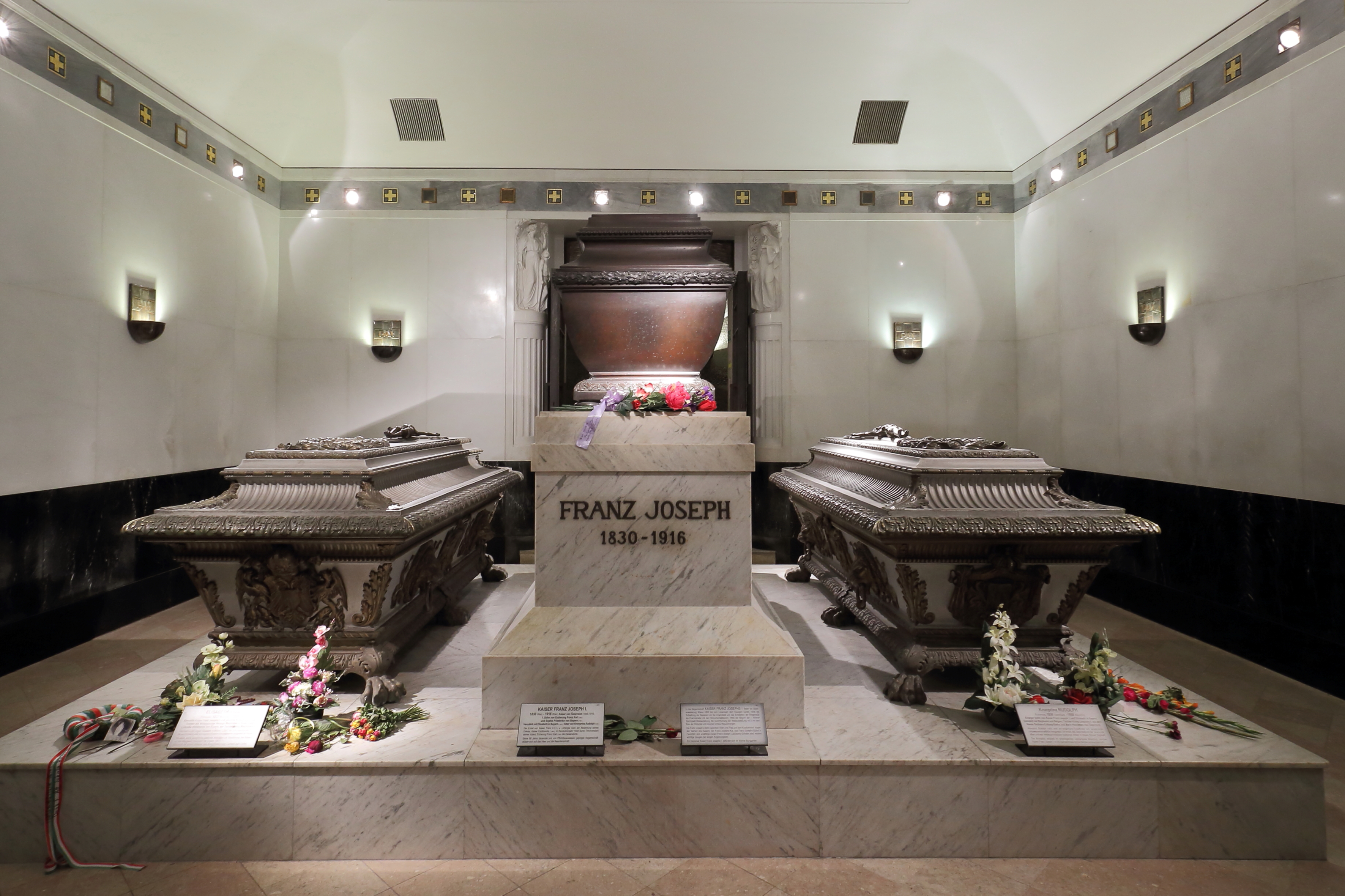
Hrobka Františka Josefa

Do roku 1908 hrobka již obsahovala 129 těl a urny se srdci dalších 3 osob. Tehdy byla vybudována hrobka Františka Josefa spolu s přilehlou kaplí při příležitosti 60. výročí nástupu Františka Josefa na trůn. Chorvatský architekt Cajo Perisić nechal hrobku obložit světlým mramorem. Původně se zde ještě nacházel sarkofág malé Žofie Frederiky (č. 78), 1. dcery Františka Josefa a Sisi, později přenesený do Ferdinandovy hrobky. Do této hrobky se obvykle vchází severním vchodem z Nové hrobky.
| Po-řa-dí | Jméno                                               | Datum a místo narození | Datum a místo úmrtí     | Otec                                          | Matka                         | Datum a místo svatby, choť                              | Srdce | Vnitřnosti | Poznámky |
| -------- | --------------------------------------------------- | ---------------------- | ----------------------- | --------------------------------------------- | ----------------------------- | ------------------------------------------------------- | ----- | ---------- | --- |
| 142.     | František Josef I.                                  | 18. 8. 1830 Schönbrunn | 21. 11. 1916 Schönbrunn | František Karel Habsbursko-Lotrinský (č. 135) | Žofie Bavorská (č. 137)       | 24. 7. 1854 Vídeň: Alžběta Bavorská (č. 143)            |       |            | Předposlední (3.) císař rakouský (1848–1916).                                                                                        |
| 143.     | Alžběta Bavorská z rodu Wittelsbachů, zvaná "Sissi" | 24. 12. 1837 Mnichov   | 10. 9. 1898 Ženeva      | Maxmilián Josef Bavorský (1808–1888)          | Ludovika Bavorská (1808–1892) | 24. 7. 1854 Vídeň: František Josef I. (č. 142)          |       |            | Rakouská císařovna (1854–1898), zavražděna anarchistou na břehu jezera v Ženevě. Matka 4 dětí (dvě z nich pohřbeny zde: č. 78, 144). |
| 144.     | Rudolf, korunní princ                               | 21. 8. 1858 Laxenburg  | 30. 1. 1889 Mayerling   | František Josef I. (č. 142)                   | Alžběta Bavorská (č. 143)     | Štěpánka Belgická z rodu Sasko-Koburg-Gotha (1864–1945) |       |            | Následník trůnu (1858–1889), ve věku 30 let spáchal sebevraždu v Mayerlingu. Manželka byla pohřbena v Pannonhalmském arciopatství.   |

### Kaple (Gruftkapelle)

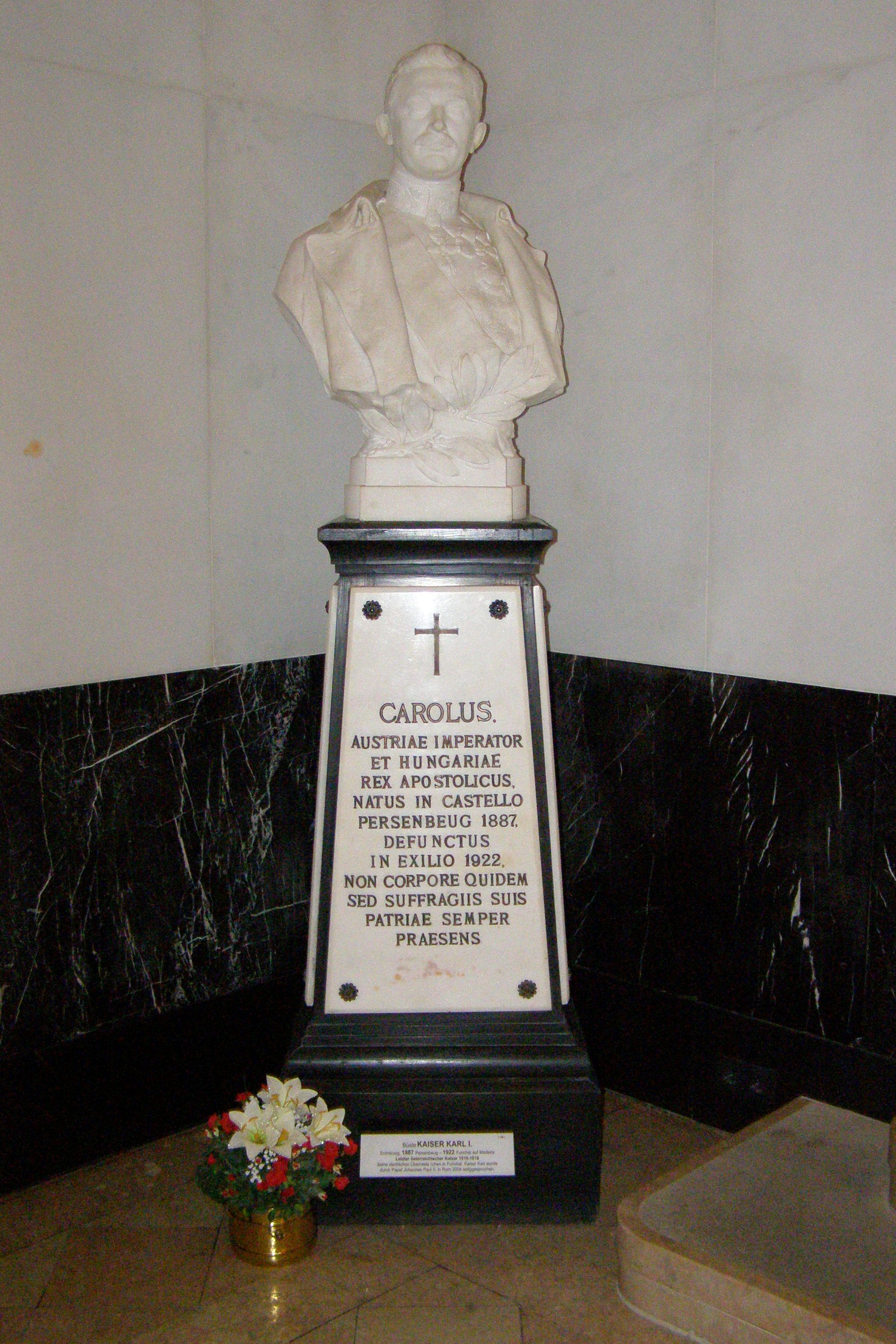
Busta císaře Karla I.

Byla postavena spolu s hrobkou Františka Josefa v roce 1908. Obvykle se do ní vstupuje severním vchodem z hrobky Františka Josefa.
Vpravo u západní stěny se nachází rakev poslední císařovny Zity a jejího syna Karla Ludvíka. Vpravo od oltáře podél jižní stěny je pohřben Otto von Habsburg a vlevo jeho žena Regina
Vlevo před východní stěnou se nachází socha Madony od sochaře Györgya Zaly věnovaná uherskými ženami v roce 1899 jako pomník císařovny Alžběty Bavorské (č. 143).
V jihovýchodním rohu je umístěna pamětní busta posledního rakouského císaře (1916–1918) Karla I. (1887–1922) (č. x887), který zemřel a byl pohřben v exilu ve Funchalu na portugalském ostrově Madeira. Na bustě je nápis Carolus, Austriae Imperator et Hungariae Rex apostolicus, natus in Castello Persenbeug 1887, defunctus in exilio 1922. Non corpore quidem sed suffragiis suis patriae semper praesens.
| Po-řadí | Jméno                                              | Datum a místo narození                             | Datum a místo úmrtí                                | Otec                                               | Matka                                                | Datum a místo svatby, choť                              | Srdce                                                       | Vnitřnosti                                         | Poznámky |
| ------- | -------------------------------------------------- | -------------------------------------------------- | -------------------------------------------------- | -------------------------------------------------- | ---------------------------------------------------- | ------------------------------------------------------- | ----------------------------------------------------------- | -------------------------------------------------- | --- |
| 145.    | Busta Karla I. (č. x887)                           | Busta Karla I. (č. x887)                           | Busta Karla I. (č. x887)                           | Busta Karla I. (č. x887)                           | Busta Karla I. (č. x887)                             | Busta Karla I. (č. x887)                                | Busta Karla I. (č. x887)                                    | Busta Karla I. (č. x887)                           | Busta Karla I. (č. x887) |
| 146.    | Zita Bourbonsko-Parmská                            | 9. 5. 1892 Villa Pianore u Luccy, Itálie           | 14. 3. 1989 Zizers, Švýcarsko                      | Robert I. Parmský (1848–1907)                      | Marie Antonie Portugalská (1862–1959)                | 21. 10. 1911 Schwarzau am Steinfeld: Karel I. (č. x887) | Loretánská kaple benediktinského kláštera Muri ve Švýcarsku |                                                    | Poslední císařovna rakouská, královna uherská a česká (1916–1918). Dožila se požehnaného věku 96 let, a proto se pohřbu do roku 2011 stala nejstarší pochovanou osobou v Císařské hrobce.    |
| 147.    | Socha madony na památku císařovny Alžběty (č. 143) | Socha madony na památku císařovny Alžběty (č. 143) | Socha madony na památku císařovny Alžběty (č. 143) | Socha madony na památku císařovny Alžběty (č. 143) | Socha madony na památku císařovny Alžběty (č. 143)   | Socha madony na památku císařovny Alžběty (č. 143)      | Socha madony na památku císařovny Alžběty (č. 143)          | Socha madony na památku císařovny Alžběty (č. 143) | Socha madony na památku císařovny Alžběty (č. 143) |
| 148.    | Karel Ludvík (Carl Ludwig)                         | 10. 3. 1918 Baden                                  | 11. 12. 2007 Brusel                                | Karel I. (č. x887), tohoto 4. syn                  | Zita Bourbonsko-Parmská (č. 146)                     | 17. 1. 1950 Belœil: Yolande de Ligne (č. 149)           |                                                             |                                                    | |
| 149.    | Yolanda z Ligne                                    | 6. 5. 1923 Madrid                                  | 13. 9. 2023 Brusel                                 | Evžen z Ligne (1893–1960)                          | Philippine de Noailles (1898–1991)                   | 17. 1. 1950 Belœil: Karel Ludvík (č. 148)               |                                                             |                                                    | Pohřbena v přítomnosti rodiny s vyloučením veřejnosti 7. 10. 2023. Poslední zde pohřbená osoba, zároveň nejstarší, protože se dožila 100 let.                                                |
| 150.    | Otto von Habsburg                                  | 20. 11. 1912 vila Wartholz u Reichenau an der Rax  | 4. 7. 2011 Pöcking                                 | Karel I. (č. x887), tohoto 1. syn                  | Zita Bourbonsko-Parmská (č. 146)                     | 10. 5. 1951 Nancy: Regina Sasko-Meiningenská (č. 151)   | benediktinský klášter Pannonhalma v Maďarsku                |                                                    | Korunní princ. Zde pohřben jako poslední ze členů císařské rodiny v červenci 2011. Dožil se požehnaného věku 98 let, a proto byl do roku 2023 nejstarší pochovanou osobou v Císařské hrobce. |
| 151.    | Regina Sasko-Meiningenská z rodu Wettinů           | 6. 1. 1925 Würzburg                                | 3. 2. 2010 Pöcking                                 | Jiří Sasko-Meiningenský (1892–1946)                | Klára Marie Korff-Schmising-Kerssenbrock (1895–1992) | 10. 5. 1951 Nancy: Otto Habsburg (č. 150)               | Pevnost Heldburg v Durynsku                                 |                                                    | |

## Ostatní Habsburkové
Ne všichni Habsburkové byli pochováni v Císařské hrobce. Zde je seznam ostatních významných Habsburků zmíněných v textu.
| Po-řadí                                 | Jméno                                                  | Datum a místo narození          | Datum a místo úmrtí                            | Otec                                                         | Matka                                                    | Datum a místo svatby, choť                                                                            | Srdce                                                                                    | Tělo | Poznámky |
| Po-řadí                                 | Jméno                                                  | Datum a místo narození          | Datum a místo úmrtí                            | Otec                                                         | Matka                                                    | Datum a místo svatby, choť                                                                            | Srdce                                                                                    | Vnitřnosti | Poznámky |
| --------------------------------------- | ------------------------------------------------------ | ------------------------------- | ---------------------------------------------- | ------------------------------------------------------------ | -------------------------------------------------------- | --- | ---------------------------------------------------------------------------------------- | --- | --- |
| Před otevřením Císařské hrobky          |                                                        |                                 |                                                |                                                              |                                                          | |                                                                                          | | |
| x415.                                   | Fridrich III. ("AEIOU")                                | 21. 9. 1415 Innsbruck           | 19. 8. 1493 Linec                              | Arnošt Habsburský (1377–1424)                                | Cimburgis Mazovská († 1429)                              | 16. 3. 1452 Řím: Eleonora Portugalská († 1467)                                                        |                                                                                          | katedrála sv. Štěpána ve Vídni                                                                                   | Římský král (1440–1493), císař (od roku 1452). |
| x457.                                   | Marie Burgundská                                       | 13. 2. 1457 Brusel              | 27. 3. 1482 Bruggy                             | Karel Smělý (1433–1477)                                      | Isabela Bourbonská (1436–1465)                           | Maxmilián I. (č. x459)                                                                                |                                                                                          | kostel Panny Marie v Bruggách                                                                                    | Vévodkyně burgundská, lucemburská a brabantská (1477–1482), bohatá dědička Burgundska. |
| x459.                                   | Maxmilián I.                                           | 22. 3. 1459 Vídeňské Nové Město | 12. 1. 1519 Wels                               | Fridrich III. (č. x415)                                      | Eleonora Portugalská († 1467)                            | 19. 8. 1477 Gent: Marie Burgundská (č. x457)                                                          | kostel Panny Marie v Bruggách, urna se srdcem vložena do sarkofágu jeho první ženy Marie | katedrála sv. Jiří ve Vídeňském Novém Městě, kenotaf ve Dvorním kostele (Hofkirche) v Innsbrucku                 | Císař (1493–1519). |
| x459.                                   | Maxmilián I.                                           | 22. 3. 1459 Vídeňské Nové Město | 12. 1. 1519 Wels                               | Fridrich III. (č. x415)                                      | Eleonora Portugalská († 1467)                            | 30. 11. 1493 Milán per procurationem / 16. 3. 1494 Hall, Tyrolsko: Bianca Marie Sforza (1472–1510)    | kostel Panny Marie v Bruggách, urna se srdcem vložena do sarkofágu jeho první ženy Marie | katedrála sv. Jiří ve Vídeňském Novém Městě, kenotaf ve Dvorním kostele (Hofkirche) v Innsbrucku                 | Císař (1493–1519). |
| x478.                                   | Filip I. Kastilský, řečený Sličný                      | 22. 7. 1478 Bruggy              | 25. 9. 1506 Burgos                             | Maxmilián I. (č. x459)                                       | Marie Burgundská (č. x457)                               | Jana I. Kastilská, řečená Šílená (179–1555)                                                           | kostel Panny Marie v Bruggách                                                            | Královská kaple (Capilla Real) v Granadě                                                                         | Král Kastilie a Leónu (1504–1506). |
| x500.                                   | Karel V.                                               | 24. 2. 1500 Gent                | 21. 9. 1558 San Jerónimo de Yuste, Extremadura | Filip I. Kastilský (č. x478)                                 | Jana I. Kastilská, řečená Šílená (179–1555)              | Isabela Portugalská (1503–1539)                                                                       |                                                                                          | Královská hrobka kláštera El Escorial nedaleko Madridu                                                           | Císař (1519–1556). Jeho potomci – králové španělští byli rovněž pochováni v El Escorialu. |
| x503.                                   | Ferdinand I.                                           | 10. 3. 1503 Alcalá de Henares   | 25. 7. 1564 Vídeň                              | Filip I. Kastilský (č. x478), tohoto druhý syn               | Jana I. Kastilská, řečená Šílená (179–1555)              | 26. 5. 1521 Linec: Anna Jagellonská (1503–1547)                                                       |                                                                                          | Královské mauzoleum v katedrále sv. Víta v Praze                                                                 | Římský král (1531–1564) a císař (od 1556), bratr císaře Karla V. (č. x500). |
| x527.                                   | Maxmilián II.                                          | 31. 7. 1527 Vídeň               | 12. 10. 1576 Řezno                             | Ferdinand I. (č. x503)                                       | Anna Jagellonská (1503–1547)                             | Marie Španělská z rodu Habsburků (1528–1603)                                                          |                                                                                          | Královské mauzoleum v katedrále sv. Víta v Praze                                                                 | Císař (1564–1576). |
| x540.                                   | Karel II. Štýrský                                      | 3. 6. 1540 Vídeň                | 10. 7. 1590 Štýrský Hradec                     | Ferdinand I. (č. x503), tohoto 3. syn                        | Anna Jagellonská (1503–1547)                             | 1571: Marie Anna Bavorská (1551–1608)                                                                 |                                                                                          | klášterní bazilika v Seckau                                                                                      | Arcivévoda, vévoda štýrský, kraňský a korutanský (1564–1590). Jeho potomci ze štýrské linie Habsburků byli rovněž pochováni v klášterní bazilice v Seckau.                                                          |
| x552.                                   | Rudolf II.                                             | 18. 7. 1552 Vídeň               | 20. 1. 1612 Praha                              | Maxmilián II. (č. x527)                                      | Marie Španělská z rodu Habsburků (1528–1603)             | |                                                                                          | Královská hrobka v katedrále sv. Víta v Praze                                                                    | Císař (1576–1612). |
| Po otevření Císařské hrobky v roce 1633 |                                                        |                                 |                                                |                                                              |                                                          | |                                                                                          | | |
| x578.                                   | Ferdinand II.                                          | 9. 7. 1578 Štýrský Hradec       | 15. 2. 1637 Vídeň                              | Karel II. Štýrský (č. x540), tohoto první syn                | Marie Anna Bavorská (1551–1608) z rodu Wittelsbachů      | Marie Anna Bavorská (1574–1616)                                                                       | urna č. 3 v Hrobce srdcí v augustiniánském kostele                                       | mauzoleum ve Štýrském Hradci                                                                                     | Císař (1619–1637). Jeho potomci tvoří velkou část pochovaných v Císařské hrobce ve Vídni. |
| x578.                                   | Ferdinand II.                                          | 9. 7. 1578 Štýrský Hradec       | 15. 2. 1637 Vídeň                              | Karel II. Štýrský (č. x540), tohoto první syn                | Marie Anna Bavorská (1551–1608) z rodu Wittelsbachů      | Eleonora Gonzagová (1598–1655)                                                                        | urna č. 3 v Hrobce srdcí v augustiniánském kostele                                       | urna č. 19 ve Vévodské hrobce svatoštěpánské katedrály                                                           | Císař (1619–1637). Jeho potomci tvoří velkou část pochovaných v Císařské hrobce ve Vídni. |
| x755.                                   | Marie Antoinetta                                       | 2. 11. 1755 Vídeň               | 16. 10. 1793 Paříž, popravena                  | František I. Štěpán Lotrinský (č. 56)                        | Marie Terezie (č. 55), této nejmladší dcera              | 19. 4. 1770 Vídeň per procurationem / 16. 5. 1770 Versailles: Ludvík XVI. z rodu Bourbonů (1754–1793) |                                                                                          | Bazilika Saint-Denis v Paříži                                                                                    | Francouzská královna (1774–1792). |
| x769.                                   | Ferdinand III. Toskánský z habsbursko-lotrinského rodu | 6. 3. 1769 Florencie            | 17. 7. 1824 Florencie                          | Leopold II. (č. 113)                                         | Marie Ludovika Španělská (č. 114)                        | 15. 8. 1790 Neapol per procurationem: Luisa Marie Neapolsko-Sicilská (1773–1802)                      |                                                                                          | bazilika sv. Vavřince ve Florencii                                                                               | Arcivévoda, velkovévoda toskánský (1790–1801 a 1814–1824). |
| x769.                                   | Ferdinand III. Toskánský z habsbursko-lotrinského rodu | 6. 3. 1769 Florencie            | 17. 7. 1824 Florencie                          | Leopold II. (č. 113)                                         | Marie Ludovika Španělská (č. 114)                        | Marie Ferdinanda Saská (č. 86)                                                                        |                                                                                          | bazilika sv. Vavřince ve Florencii                                                                               | Arcivévoda, velkovévoda toskánský (1790–1801 a 1814–1824). |
| x779.                                   | František IV. Modenský                                 | 6. 10. 1779 Milán               | 21. 1. 1846 Modena                             | Ferdinand Karel Habsbursko-Lotrinský (č. 105)                | Marie Beatrice d'Este (č. 106)                           | 20. 6. 1812: Marie Beatrice Savojská (1792–1840)                                                      |                                                                                          | kostel sv. Vincence v Modeně                                                                                     | Arcivévoda, vévoda modenský (1814–1846). |
| x783.                                   | Rainer Josef                                           | 30. 9. 1783 Pisa                | 16. 1. 1853 Bolzano                            | Leopold II. (č. 113)                                         | Marie Ludovika Španělská (č. 114)                        | 1820 Praha: Alžběta Savojsko-Carignanská (1800–1856)                                                  |                                                                                          | kostel Nanebevstoupení Panny Marie v Bolzanu                                                                     | Arcivévoda. |
| x811.                                   | František Josef Karel – Napoleon II., řečený Orlík     | 20. 3. 1811 Paříž               | 22. 7. 1832 Vídeň                              | Napoleon Bonaparte (1769–1821)                               | Marie Luisa Habsbursko-Lotrinská (č. 127)                | | urna č. 42 v Hrobce srdcí v augustiniánském kostele                                      | Tělo původně pohřbeno v Císařské hrobce, v roce 1940 na příkaz Adolfa Hitlera převezeno do Invalidovny v Paříži. | Římský král (1811–1814), titulární císař Francouzů (1815), princ parmský (1814–1817), vévoda zákupský (1818–1832).                                                                                                  |
| x811.                                   | František Josef Karel – Napoleon II., řečený Orlík     | 20. 3. 1811 Paříž               | 22. 7. 1832 Vídeň                              | Napoleon Bonaparte (1769–1821)                               | Marie Luisa Habsbursko-Lotrinská (č. 127)                | urna č. 76 ve Vévodské hrobce svatoštěpánské katedrály                                                | urna č. 42 v Hrobce srdcí v augustiniánském kostele                                      | | Římský král (1811–1814), titulární císař Francouzů (1815), princ parmský (1814–1817), vévoda zákupský (1818–1832).                                                                                                  |
| x856.                                   | Bedřich Rakousko-Těšínský                              | 4. 6. 1856 Židlochovice         | 30. 12. 1936 Mosonmagyaróvár                   | Karel Ferdinand Rakousko-Těšínský (č. 121), tohoto druhý syn | Alžběta Františka Marie Habsbursko-Lotrinská (1831–1903) | 1878 Hermitage, Belgie: Isabela z Croy (1856–1931)                                                    |                                                                                          | farní kostel v Mosonmagyaróváru v Maďarsku                                                                       | Arcivévoda, těšínský kníže (1895–1918). |
| x863.                                   | František Ferdinand d'Este                             | 18. 12. 1863 Štýrský Hradec     | 28. 6. 1914 Sarajevo, zavražděn                | Karel Ludvík Habsbursko-Lotrinský (č. 138), tohoto první syn | Marie Anunciata Neapolsko-Sicilská (č. 139)              | 1. 7. 1900 Zákupy: Žofie z Hohenbergu (č. x868)                                                       |                                                                                          | zámecká kaple v Artstettenu                                                                                      | Arcivévoda, následník trůnu. |
| x868.                                   | Žofie z Hohenbergu, rozená hraběnka Chotková           | 1. 3. 1868 Stuttgart            | 28. 6. 1914 Sarajevo, zavražděna               | Bohuslav Chotek z Chotkova a Vojnína (1829–1896)             | Vilemína Kinská z Vchynic a Tetova (1838–1886)           | 1. 7. 1900 Zákupy: František Ferdinand d'Este (č. x863)                                               |                                                                                          | zámecká kaple v Artstettenu                                                                                      | Vévodkyně z Hohenbergu. |
| x887.                                   | Karel I.                                               | 17. 8. 1887 zámek Persenbeug    | 1. 4. 1922 Monte, Funchal, Madeira             | Ota František Josef (č. 140), tohoto první syn               | Marie Josefa Saská (č. 141)                              | 21. 10. 1911 Schwarzau am Steinfeld: Zita Bourbonsko-Parmská (č. 146)                                 | Loretánská kaple benediktinského kláštera Muri ve Švýcarsku (od roku 1971)               | kostel Nossa Senhora do Monte v Monte (Funchal) na portugalském ostrově Madeira                                  | Poslední rakouský císař (1916–1918), v roce 2004 blahořečen. Pod Loretánskou kaplí v Muri je rodinná hrobka Habsburků, kde byli pohřbeni Karlovi synové Robert (1915–1996), Felix (1916–2011) a Rudolf (1919–2010). |

## Galerie

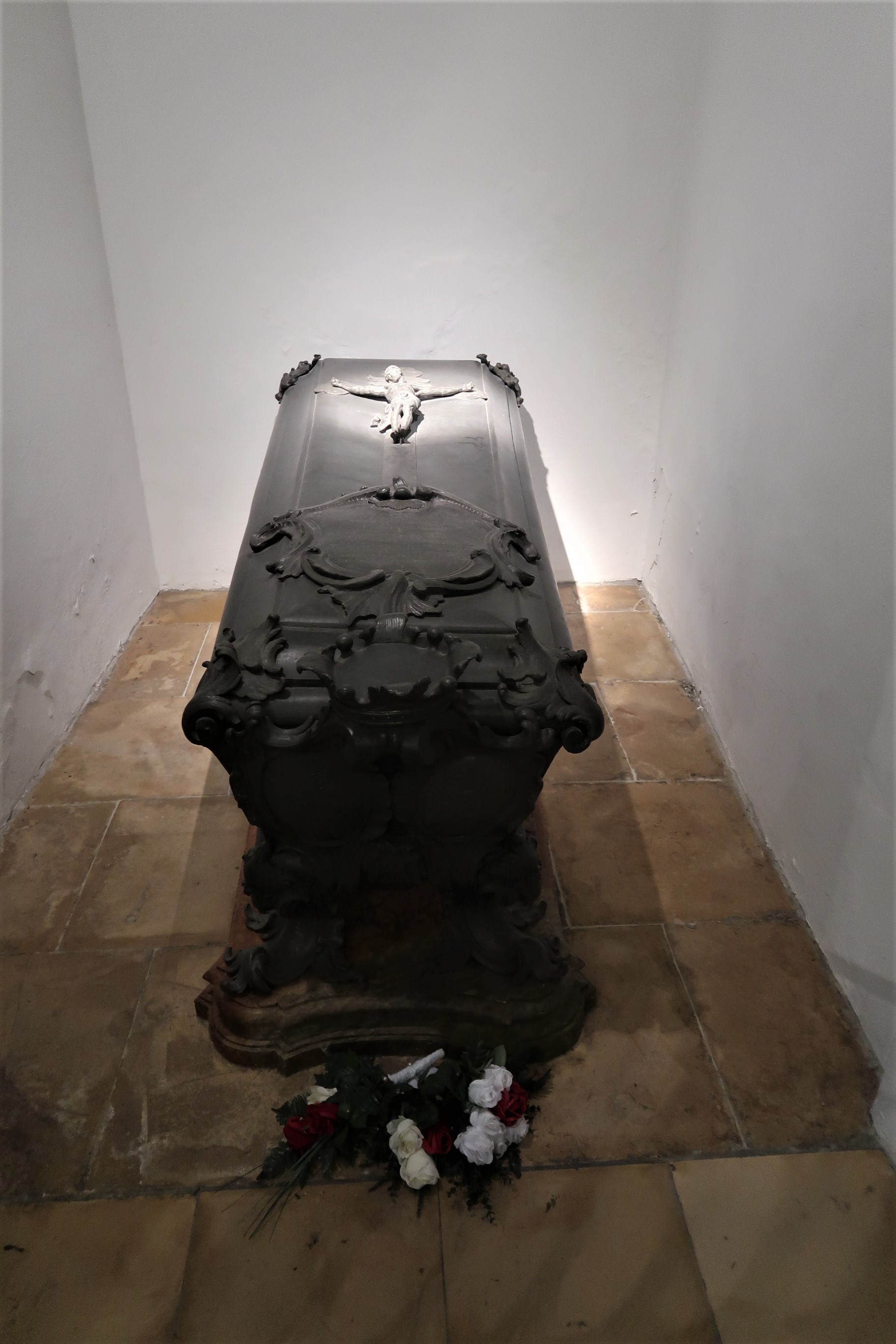
Rakev hraběnky Karolíny Fuchsové (1675–1754), vychovatelky Marie Terezie; jediná osoba mimo rod Habsburků pohřbená v Císařské hrobce
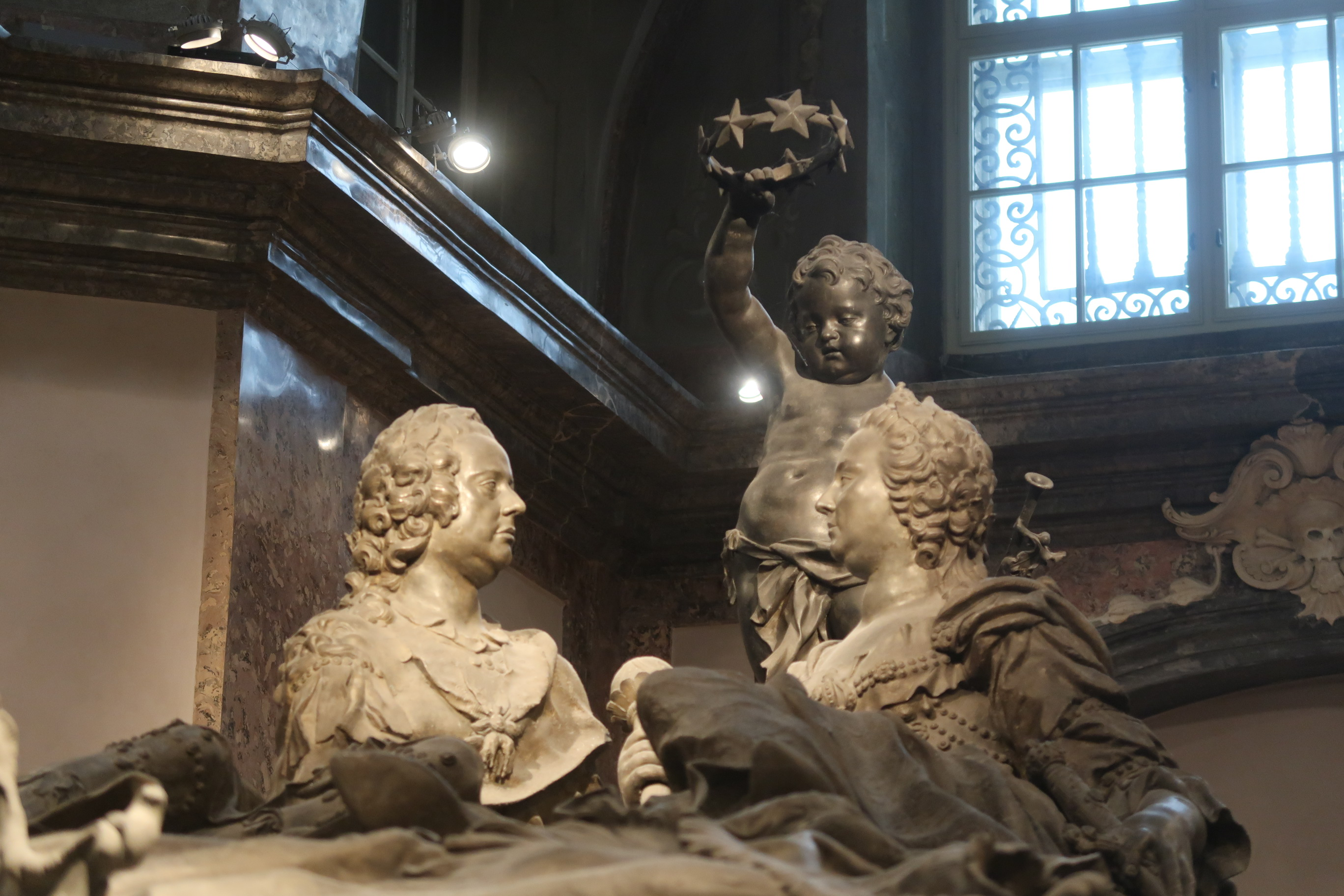
Detail ze sarkofágu Marie Terezie a jejího manžela Františka Štěpána Lotrinského
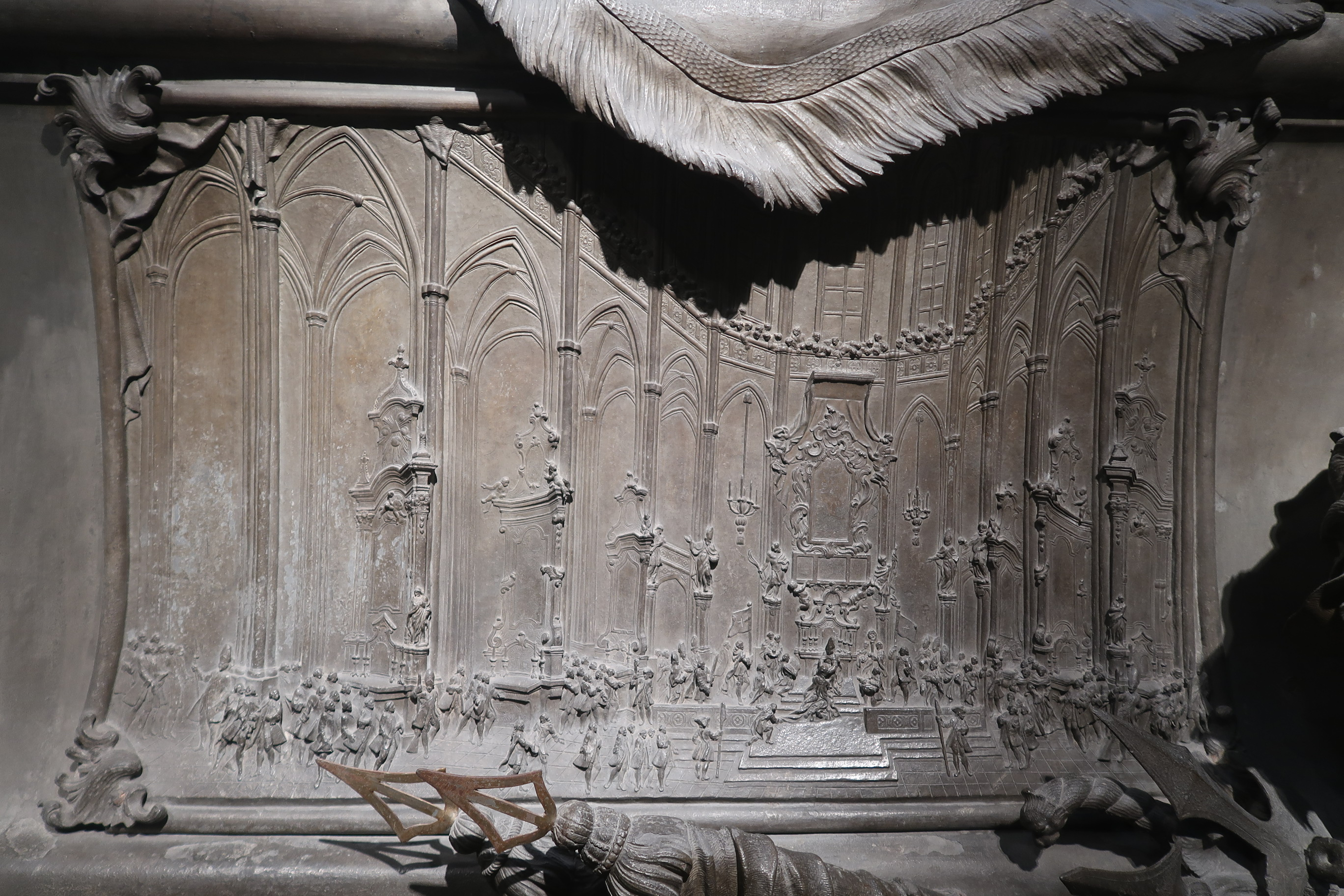
Reliéf s vyobrazením korunovace Marie Terezie českou královnou v katedrále sv. Víta v Praze (1743) na levé straně sarkofágu Marie Terezie
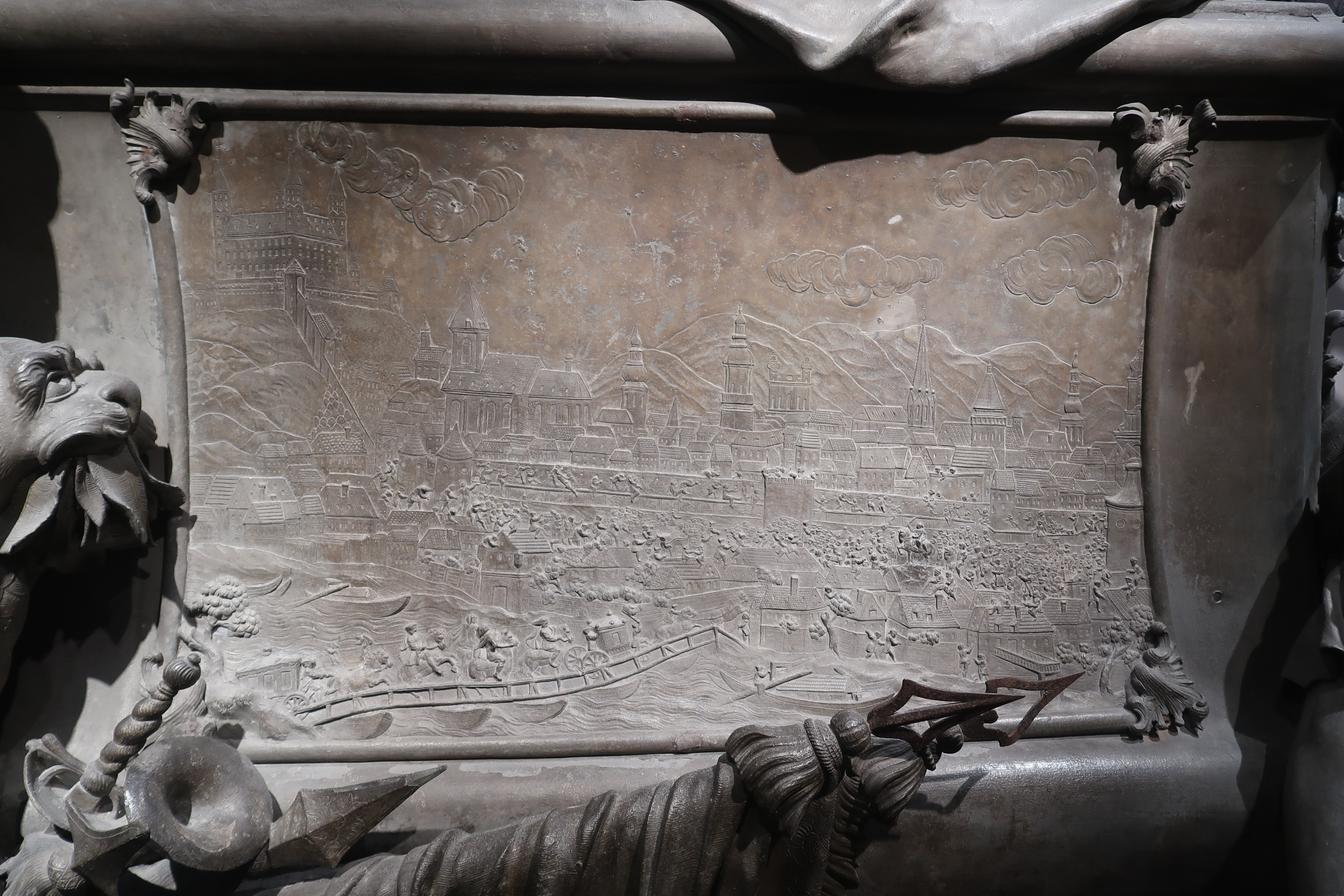
Reliéf s vyobrazením korunovačního průvodu v Bratislavě (1741) na levé straně sarkofágu Marie Terezie
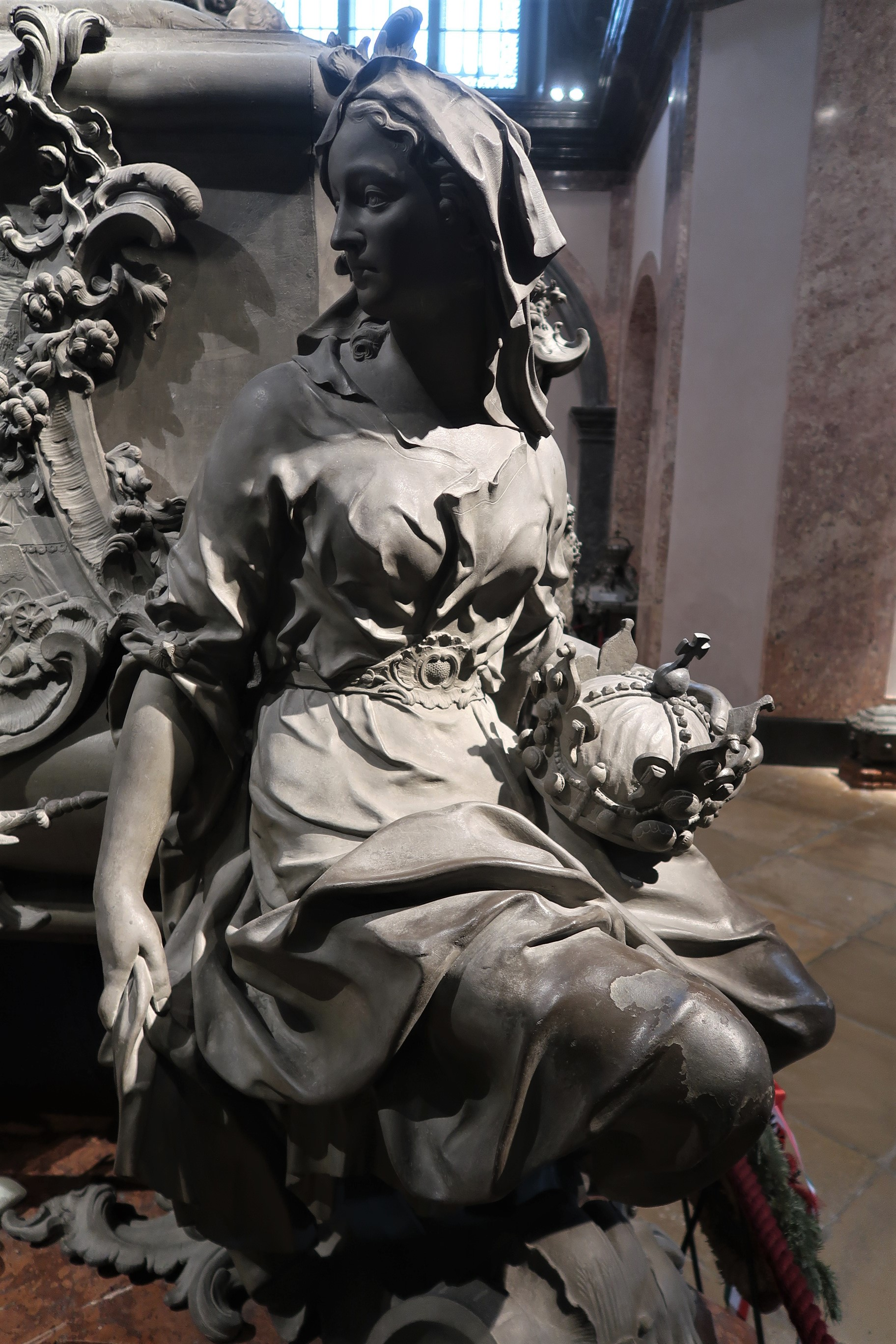
Alegorie Čech se svatováclavskou korunou na levé straně sarkofágu Marie Terezie
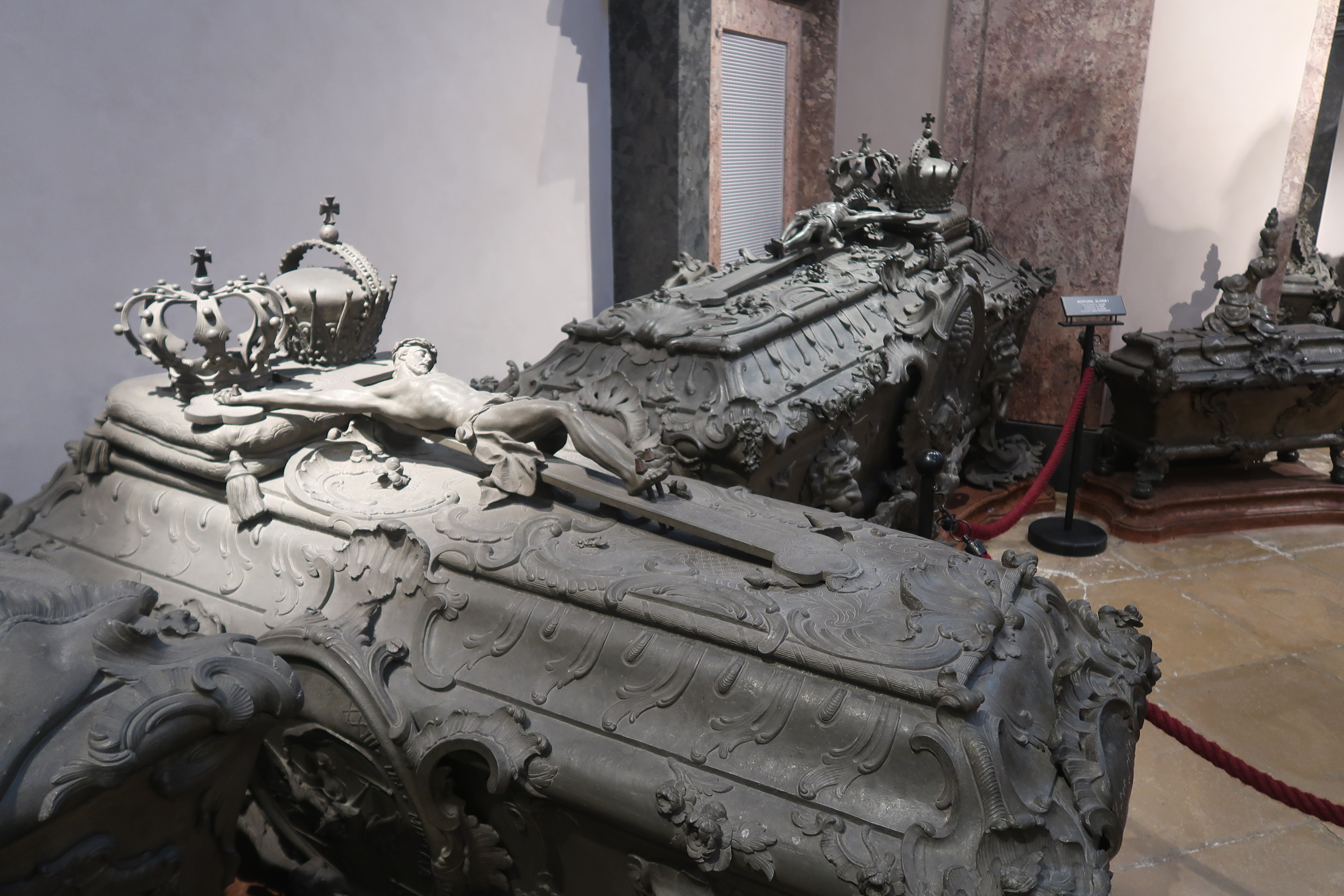
Rakve předčasně zemřelých dětí Marie Terezie, arcivévody Karla Josefa a arcivévodkyň Johanny Gabriely a Marie Josefy
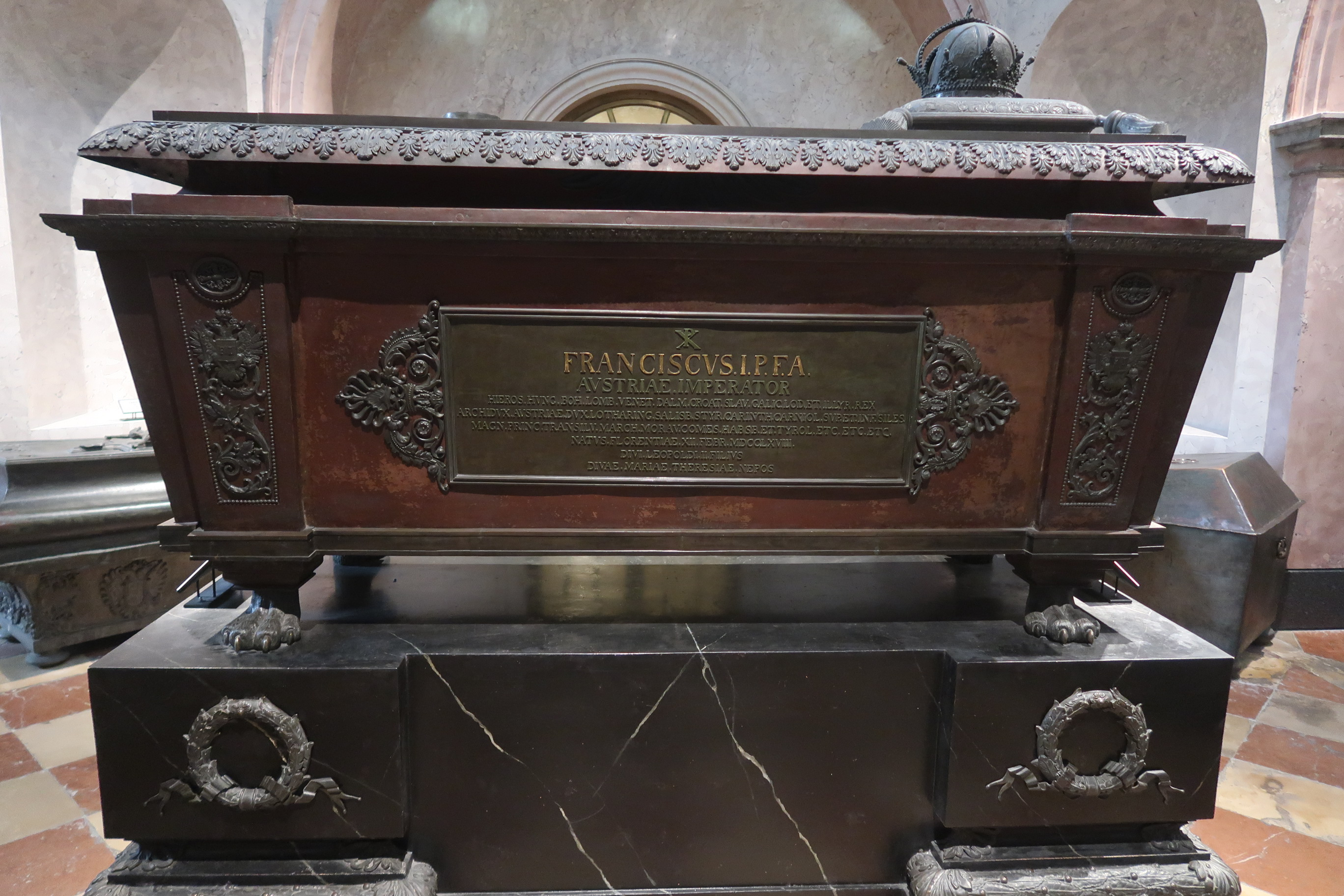
Rakev císaře Františka I.
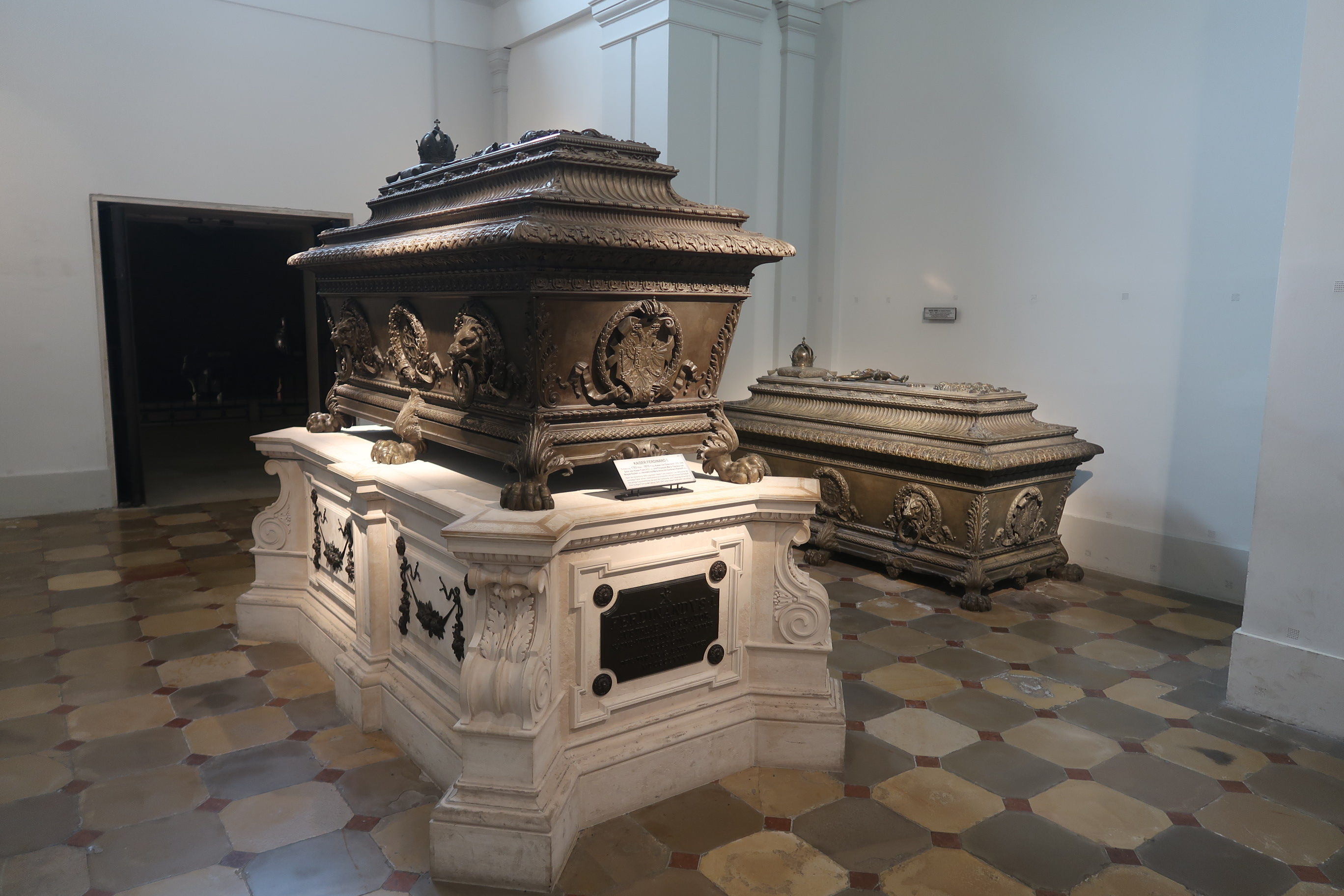
Rakev císaře Ferdinanda I., vpravo rakev jeho manželky Marie Anny Savojské
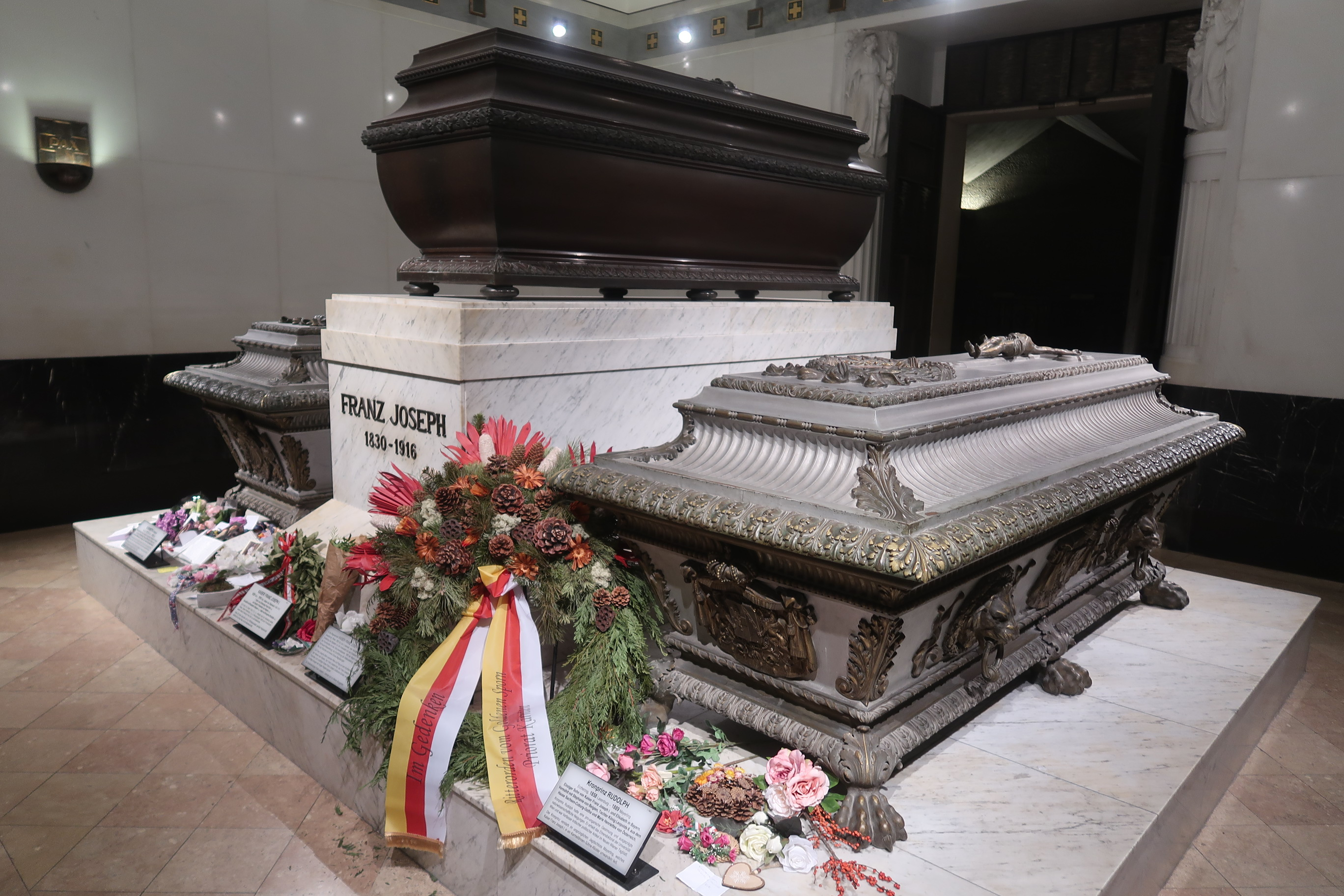
Rakve rodiny císaře Františka Josefa I., zleva jeho manželka Alžběta  Bavorská, František Josef, korunní princ Rudolf